# ダーウィンが来た!
『ダーウィンが来た！』（ダーウィンがきた）は、NHK総合テレビジョンで2006年4月9日から放送されているドキュメンタリー番組。放送時間は毎週日曜 19時30分 - 20時。

## 放送枠
このジャンルの番組の源流は『自然のアルバム』であり、2010年にその開始から半世紀という節目を迎えた。
前番組の『生きもの地球紀行』、『地球!ふしぎ大自然』は月曜20時台に放送されてきたが、2006年度実施の大幅な番組改定で日曜に移動し、同年4月9日に開始した。

## 番組内容
前述の番組のスタイルを踏襲し、数々の迫力映像で生き物の素晴らしさを伝えていく。また視聴者から寄せられた情報などを基にしたものも放送される。
放送内容は、NHKが独自取材したもののほか、英BBCなど海外のテレビ局が作成したものも放映される。最新の撮影器具を駆使して取材を行っており、世界で初めて観察された行動など、動物の生態に関する貴重な映像資料となるものも数多い。
近年はNHKで放送された他番組、特にワイルドライフとの間で同一の映像素材を使用する回がある。
基本的に1回の放送ごとに1種類の動植物を紹介する。動物同士の「戦い」を紹介する際はその回に紹介する動物側を「応援」する。Aを紹介する回では、AがBに食べられそうになるとAが食われないように応援し、Bを紹介する回では、BがAを捕らえられるようBを応援するという具合である。

## 番組構成
番組は3部構成となっており、以下のように進行される。
- プレビュー
- オープニング
- 第1部
- コラム
- 第2部
- コラム
- 第3部
- エンディング
- 次回予告

各部の時間配分は特に決まっておらず、第3部が短い時間で終わることも多い。

### コラム
第1部と第2部の間・第2部と第3部の間の2回、2–3分程度そのテーマに関連する豆知識を取り上げるほか、最新の動物関連ニュース、取材日記などが放送される。

#### ダーウィンニュース
第2部と第3部の間のコラムは「ダーウィンニュース」と称して現在取材・編集中のテーマについて取り上げることが多い。この場合、「突然ですが、ここでダーウィンニュースです!」という掛け声からスタートする。ダーウィンニュースで取り上げられたテーマは、概ね次々回に放送される。

## マヌ〜ルのゆうべ
原典は番組公式HP内で2018年2月25日より連載されたまずりん作のWebコミックだったが、2018年10月28日掲載の第24話「巨大ゾウ」の中でアニメ化の告知。翌週11月4日の放送から挿入されるようになったショートアニメで後述の事もありTVアニメでの名称は「マヌ〜ルのゆうべ -次回の生きものいらっしゃい！-」。後述するキッチンマヌ〜ルが舞台となってからはサブタイトルが外され、コーナーオープニングがスナックの妖艶な雰囲気から軽いものへと変更された。
ダーウィン商店街のスナック「マヌ〜ル」のマヌ子ママ（CV.山田孝之）とホステス・ツノミン（CV.水瀬いのり）、そして「マヌ〜ル」を訪れる動物とのやりとりを描く。後にスナックの入居するテナントビルから追い出されたため、「キッチンマヌ〜ル」という移動式屋台を経営するようになり、ツノミン、だんさん、ずっきんなどとともに各地でスナック時代のフードメニューだったナポリタンなどを販売するようになる。客となる動物は次回の放送で登場する動物であり、次回予告の一部も兼ねている。
制作スケジュール調整の観点から、不定期にいくつかのパターンで固定の内容が放送される。「マヌ子とツノミンがスナック内のカラオケ機器（キッチンマヌ〜ルとなって以降は屋台の前に背景を変更）で『いきものだもの』というデュエット曲を熱唱する回」「ヒゲじいとマヌ子、ツノミンが番組に寄せられた質問（という設定の台本）に答える回」「マヌ子・ツノミンで質問に答えているはずが最終的にはNHKプラスでの番組の見逃し配信へと誘導するQRコードの宣伝となる回」などがある。
2021年4月4日からは、毎週日曜日の午前11:15からの5分間のミニ番組として「マヌ〜ルのゆうべ ふしぎな生きもの大集合」が放送されていた。2021年7月18日からはキッチンマヌ〜ルのツイッターアカウントにおいて、番組で放送された内容を含む「マヌール見逃し配信」として動画が配信されている。

### 登場人物
登場頻度が高いキャラをここに紹介。
マヌ子ママ（マヌルネコ）
ダーウィン商店街のスナック「マヌ〜ル」、後に軽食屋台「キッチンマヌ〜ル」のママ。スナック当時は「ダーウィン商店街の夜の女王」と呼ばれていたが顔は怖く性別は不詳。声の担当は山田孝之。
基本的には2足歩行もできるが服を脱ぐと漬物石に猫の顔が付いた謎生物な様相になる。スナックのママをやっているだけあってお客のグチを聞いたりまたは相談に乗っていたりもしているが、お金とゼイタクにはがめつい性格らしく、第27話 「フクロウ」ではフクロウに似た体形になって青森に連れて行ってもらおうとしたり、第42話 「ビッグキャット」では商店街のビッグキャット達（ユキヒョウ・チーター・ジャガー・トラ）とアイドルグループを組んで荒稼ぎを企んだりしている。
また絵心もあり店頭のアルバイトの募集や広告のビラもマヌ子が描いたものだが、イラストの絵柄こそは可愛らしいが描いた本人であるマヌ子の見かけの悪さのせいで度々トラブルの元になっている。
ツノミン（ヨツコブツノゼミ）
ダーウィン商店街のスナック「マヌ〜ル」のホステスで、キッチンマヌ〜ルではウェイトレス。スナック当時は「ダーウィン商店街のアイドル」と自称しており、年齢詐称疑惑はあるものの性格上では常識人。声の担当は水瀬いのり。
求職中に「マヌ〜ル」店頭のアルバイト募集のビラを見かけ面接を受けに行ったもののマヌ子の初見印象で戸惑っていた。今は慣れているものの未だにネコなのかと疑っているらしい。
ずっきん（ズキンアザラシ）
ダーウィン商店街のスナック「マヌ〜ル」のボーイ。キッチンマヌ〜ルでは主に調理担当。無口で力持ち。普段は気は優しいが感情が高まると鼻の頭巾を真っ赤にしながら膨らませる。
だんさん（ダンゴムシ）
ダーウィン商店街のスナック「マヌ〜ル」の常連客だが何をしているのかよくわからない人物。
いつも居ることも多いため「あの店にはダンゴムシの霊がいる」と噂が立つ程。また第41話 「アリジゴク」などの社員旅行回では従業員でもないのに社員旅行になぜか同行もしている。キッチンマヌ〜ルになってからも、屋台を手伝うでもないのにマヌ子たちに同行している。
チャミー（キンチャクガニ）
ダーウィン商店街のスナック「マヌ〜ル」のお客の一人でフレンドリーの面があるのか友人も多い。
アニメ版では未登場だがWebコミック版では登場頻度が多い。
レオパルド浜崎（ヒョウ）
マヌ子のライバルにしてやり手のママで幾つかのクラブ・スナックを傘下に抱えたりテレビのバラエティ番組に出るなどネコ界の勝ち組と称される人物。
アニメ版ではマヌ子ママたちと直接絡んではいないがWebコミック版ではチャミーに次いで登場頻度が多い。
和尾ファミリー（ワオキツネザル）
夫が気弱でのんびり屋、奥さんが武士系の恐妻とカカァ天下の家族でいつも奥さんの尻に敷かれている。
これまで来客したお客の中で最も登場頻度が高い。

## ヒゲじい
この番組を印象付けるCGマスコットキャラクターとして「ヒゲじい」が存在する。声の担当は龍田直樹。2016年6月19日の放送回以降は、妻の「ヒゲ子（声：高木早苗）」が時おり登場するようになり、2023年11月19日の放送回では息子の「ヒゲ坊（声：服部友香）」が登場した。常に敬語で話し、「〜ですぞ」「〜ますぞ」といった口癖をする。
- 全身が毛で覆われており、緑の帽子を被っていることが特徴。3Dで登場しており、「ちょっと待った」を合言葉に画面に登場、「質問攻めにしちゃうからね」とナレーターを質問攻めにする。その登場の仕方もさまざまで、本物の乗り物に乗って登場したり、くるくる回りながら登場したりと愉快なパフォーマンスも多い。また、時に凍ったり変身したりもする。最後には寒いオヤジギャグをかまして去っていくが、時々ナレーターにかまし返されることもある。
- 表情やポーズは徐々に増えており、回を追うごとに芸達者になっている。
- 登場するのは基本的に2回だが、時に3回ぐらい登場する場合があり、1回しか登場しないこともある。
- モデルは、進化論で有名なチャールズ・ダーウィンのヒゲである。オープニングにもわずかながら登場している。
- 初期の頃は名前がなく、自分のことを「生き物大好きなおじいさん」と言っていた。
- 「親から子へ命のリレー」の回で子育ての経験があることが判明。
- トキの放送回で、田んぼのある地方の出身であることが判明。「私の田舎の田んぼは」という台詞があった。
- 両手には指が全くない（アシカの前足のような形状をしている）ため、物を指すときは人差し指を立てた白い手袋を着用する。
- 詳しいプロフィールについては番組公式サイト内ヒゲじいのブログに記されている。
- 番組公式サイト内にあるヒゲじいが書いているとされている「ヒゲじいのブログ」がある。2011年5月ぐらいから今日にかけ充実してきている。月に1回ヒゲじい自身が自分の近日報告を行う「ヒゲじいの〜のんびり日和」。ヒゲじいのイラストが添えられ（イラストレーターは不明）ヒゲじいが日記を綴っている。このコーナーのイラストにヒゲじいの子供らしきキャラクターも登場している。2019年更新停止し、その後削除された。
- その他にヒゲじい自身が番組制作スタッフに突撃インタビューを行う「ヒゲじいの突撃インタビュー」や幅広い年齢層のお便り、写真投稿を紹介する「ヒゲじいの投稿写真コーナー」などがある。
- 時々モリゾー・キッコロ 森へいこうよ!にも登場し、モリゾーやキッコロと共演する事がある。
- モリゾー・キッコロ 森へいこうよ!の後番組なりきり!むーにゃん生きもの学園にも解説役として共演。
- 『けものフレンズ2』第3話と第9話では、アイキャッチに動物ガイドとして声のみ出演している。

## 放送時間
多くの番組表では19時30分 - 20時の30分番組となっているが、19時58分からは番宣で、番組ホームページでは19時30分 - 19時58分の28分番組とされている。2010年度から、正味時間が1分短縮された。
総合テレビ
本放送 日曜 19時30分 - 19時58分

2006年4月 - 2009年3月 再放送 金曜 1時50分 - 2時20分（木曜 25時50分 - 26時20分）
2009年4月 - 2010年3月 再放送 水曜 3時 - 3時30分（火曜 28時 - 28時30分）
2010年4月 - 2011年3月 再放送 火曜 1時50分 - 2時18分（月曜 25時50分 - 26時18分）、木曜 15時15分 - 15時43分
2011年4月 - 2013年3月 再放送 火曜 16時20分 - 16時48分（関西地方は別番組差し替えのため再放送は行われなかった）
2013年4月 - 時期不明 再放送 土曜 17時30分 - 17時58分（不定期に放送される「クイズ 100人力」がある週は休止・また2014年12月20日放送分は関西地方は『地球イチバン』を放送する（『桂文枝の落語創世記』放送に伴う時間変更）為休止）
時期不明 - 2015年9月 金曜 16時5分 - 16時33分
2015年10月 - 再放送 木曜 16時20分 - 16時48分
2018年4月 - 2020年3月 - 再放送 火曜 4時2分 - 4時30分
BS4K
本放送 日曜 19時30分 - 19時58分（2020年4月より上記の総合テレビとのサイマル放送）
BS2
難視聴対策放送。2011年3月で終了した。
2006年4月 - 2010年3月 火曜 15時 - 15時29分
2010年4月 - 2011年3月 翌週日曜 5時 - 5時28分
NHKワールド・プレミアム
本放送 日曜 19時30分 - 19時58分

### 一時的な変更
- 2010年度総合木曜の再放送は、国会中継、高校野球、大相撲その他臨時ニュース放送時は休止。
- 2010年内の放送は11月28日で終了。これは、前年開始の『坂の上の雲』が20時放送開始の場合後々の編成に支障をきたすことから、同年の放送については『NHKニュース7』終了とともに始め、繰り下げ時間を15分に抑えたためである。そのため、早い段階から「年末ハイライト」企画のためのリクエスト募集を行っていた。
- 2011年3月11日に起こった東北地方太平洋沖地震（東日本大震災）のための特別編成により、3月13日から4月17日までの6回分が休止した。翌年の3月11日は『ニュース7』の1時間版（東日本大震災の1周年）の放送のため休止。
- 2012年4月29日放送分は、開始直前の19時28分に緊急地震速報が出された上で千葉県東北部を震源とする最大震度5弱の地震が発生し、直前の『NHKニュース』を急遽15分延長して地震情報を放送したため休止となり、『アフリカ自然紀行』（19時45分 - 19時55分）と番組案内スポット（19時55分 - 20時）に差し替えられた。一方、NHKワールド・プレミアムは一旦スクランブル配信で番組を開始するも直ちに再度ノンスクランブルで総合テレビと同時に地震情報を放送したため途中からの放送となった（内容は総合テレビの2012年4月22日放送分の遅れ放送）。ちなみに、この回の放送は、5月27日に改めて放送された。
- 2012年9月30日放送予定だった「知床ヒグマ親子 番屋に大集合!」は、台風17号関連のニュースの放送のため、翌週の10月7日に放送された。
- 2013年9月8日放送予定だった「潜入！ インドサイの楽園」は、2020年東京オリンピック関連のニュースの放送のため休止。あらためて同年11月3日に放送。
- 2014年2月はソチオリンピックのため番組休止。土曜日の再放送は放送された。
- 2014年9月28日放送予定だった「ハナグマ母さん 孤軍奮闘」は、御嶽山噴火関連のニュースの放送のため、翌々週の10月12日に放送された。
- 2014年12月14日放送分「なぜか人気者！ 砂漠のドロボウ鳥」は、次番組の大河ドラマ『軍師官兵衛』の最終回が、第47回衆議院議員総選挙の特別番組の放送のため翌週の12月21日に延期になったため、当初より10分早い（19時20分 - 19時50分）の放送となった。
- 2021年8月15日放送予定だった「日本で大発見！ 恐竜新世界」は、大雨関連のニュースの放送のため、翌週の8月22日に放送された。
- 2023年4月23日放送分「ライオン王者への道（1） 密着開始！ 3頭の若オス」は、同日投開票の補欠選挙と第20回統一地方選挙の開票速報の放送のため、10分前倒し・8分拡大（19時20分 - 19時58分）の放送となった[4]。
- 2023年5月21日放送予定だった「巨鳥を守れ！ オジロワシレスキュー」は、第49回先進国首脳会議（G7広島サミット）開催に伴う、『ニュース7』放送枠拡大のため、翌週の5月28日に延期となった[5]。

### その他備考
- 2012年10月21日放送分は字幕放送が行われず、開始冒頭で「今回の放送には字幕が付いておりません。ご了承ください」と文字多重放送により表示された。
- 平日朝の生活情報番組『あさイチ』の番組終盤に不定期だが、過去放送回のダイジェスト版（約8分程度）が放送されることがある。その際は『あさイチ』の出演者がVTRを見ている様子を映したワイプが画面右上部に表示されている。
- 2019年4月7日放送分からは番組のサブタイトルとしてついていた「生きもの新伝説」が消滅し、「ダーウィンが来た!」のみに変更[6]。同日より、副音声による解説放送を開始した（解説放送は2020年4月5日放送回で一旦終了したが、同年5月24日放送回より再開した）。

## 出演者

### 語り
※すべてNHKアナウンサー（担当時）。
- 井上二郎（2018年5月20日・第550回「ネコ科No.1の成功者！ ヒョウの秘密」から)
- 中山果奈（2020年4月26日・第641回「台風で出現！ 東京・多摩川に動物の楽園」から）
- 廣瀬智美（2022年5月15日「多摩川で大スクープ 鳥が裁縫をした！」から）
- 浅井理（2024年6月2日「水面の魔術師！ アメンボ大冒険」から）
- 副島萌生（2024年6月23日「宿命の戦い！ 砂漠キリン 対 砂漠ライオン」から）

過去
- 桜井洋子（ローテーション出演で『地球!ふしぎ大自然』でも語りを担当した。定年が近づいたこともあり2008年度分を最後に降板）
- 中條誠子（2007年度 - 2010年度）
- 松本和也（ローテーション出演で『地球!ふしぎ大自然』でも語りを担当した。2007年度 - 2011年7月。休養を経て2012年に一時復帰したが、NHK放送文化研究所へ異動[7]）
- 首藤奈知子（2011年度 - 2015年3月22日・第404回「スクープ特集 一致団結！ 助け合う生きものたち」まで）
- 中山準之助（2015年4月26日 - 2016年3月6日〈第408回「大都会にアユの楽園!? 多摩川」から、第450回「砂漠に生きる！ 幻のオオカミ」まで〉 / 2016年5月29日・第461回「歌って踊る！ “世界一美しい”クモ」）
- 近田雄一（2012年9月9日 - 2017年6月25日〈第285回「世紀の発見！ 海底のミステリーサークル」から、第511回「毒ヘビを狩る！ 田んぼの王者 タガメ」まで〉）
- 秋鹿真人（2016年5月22日・第460回「大調査！ 西表島 知られざる大自然」から）
- 和久田麻由子（2015年4月19日 - 2020年4月12日〈第407回「海鳥ペンギン 森の【珍】子育て」から、第639回「世紀の大発見！ 珍恐竜デイノケイルス」まで〉）
- 新井秀和（2017年4月16日 - 2022年3月27日〈第501回「大口こそ命！ 海のエイリアン」から、「実はすごい！ 身近なアマガエル 意外な素顔」まで〉）

### コラム
- 豊嶋真千子
「ダーウィンニュース」の担当者でもある。

### マスコットキャラクター
- ヒゲじい - 龍田直樹
- ヒゲ子 - 高木早苗
- ヒゲ坊 - 服部友香
- マヌ子ママ - 山田孝之
- ツノミン - 水瀬いのり

### その他
- 2008年8月24日放送分では、『ダーウィンの動物大図鑑 はろ〜!あにまる』で語りを担当している水樹奈々・福山潤・野川さくらが担当し、顔出しでも出演した。

## テーマ曲

### 現在
- 「AMAZING LIFE」 MISIA（2019年4月 - ）
  - 同時に、オープニングアニメ・番組タイトルが変更された。

### 過去
オープニング
「Voyagers」 平原綾香 （2006年4月 - 2011年12月）
エンディング
「ボイジャーズ〜イースト・ミーツ・ウエスト」 ケニー・G with ウェイウェイ・ウー （2007年度から2011年12月まで）
「スマイル スマイル」平原綾香 （2012年1月 - 2019年3月）

## 放送リスト
| 放送回 | 年内放送回 | 放送日   | サブタイトル                                    | 登場動植物                                                     |
| ------ | ---------- | -------- | ----------------------------------------------- | -------------------------------------------------------------- |
| 1      | 1          | 4月9日   | 古代魚が跳んだ！                                | アロワナ                                                       |
| 2      | 2          | 4月16日  | 幻の巨大イカを見た！                            | ダイオウイカ                                                   |
| 3      | 3          | 4月23日  | 世界一の巨大花 開花の瞬間！                     | スマトラオオコンニャク                                         |
| 4      | 4          | 4月30日  | サンゴ礁にクジラが歌う                          | ザトウクジラ                                                   |
| 5      | 5          | 5月7日   | ハチミツパワーで生き残れ！                      | ニホンミツバチ                                                 |
| 6      | 6          | 5月14日  | 賢い！ 奥アマゾンの超小型サル                   | ピグミーマーモセット                                           |
| 7      | 7          | 5月21日  | はばたけ！ イヌワシ大五郎                       | イヌワシ                                                       |
| 8      | 8          | 5月28日  | アフリカゾウがしゃべった！                      | アフリカゾウ                                                   |
| 9      | 9          | 6月4日   | モモンガ驚きエコ生活                            | エゾモモンガ                                                   |
| 10     | 10         | 6月11日  | 大接近！ 北極の王者 白くま                      | ホッキョクグマ                                                 |
| 11     | 11         | 6月18日  | 大発見！ 親孝行する魚                           | 囚人魚                                                         |
| 12     | 12         | 6月25日  | 黄金のチョウ 宿命の旅！                         | オオカバマダラ                                                 |
| 13     | 13         | 7月2日   | 密着！ 深海の巨大クジラ                         | マッコウクジラ                                                 |
| 14     | 14         | 7月16日  | モグラ びっくり地下生活！                       | モグラ                                                         |
| 15     | 15         | 7月23日  | 銀の乱舞！ キビナゴ大産卵                       | キビナゴ                                                       |
| 16     | 16         | 7月30日  | “死の谷”に輝く命を見た！                        | ソルトクリーク パップフィッシュ デビルズホールパップフィッシュ |
| 17     | 17         | 8月6日   | 大追跡！ 草食動物は強かった                     | ヌー・シマウマ                                                 |
| 18     | 18         | 8月13日  | カワウソ兄弟 雪山大冒険！                       | カナダカワウソ                                                 |
| 19     | 19         | 8月20日  | 花の女王ランが化けた！                          | バケツラン                                                     |
| 20     | 20         | 8月27日  | オオカミの掟                                    | シンリンオオカミ                                               |
| 21     | 21         | 9月3日   | 災難が原始のサルを鍛える                        | ワオキツネザル                                                 |
| 22     | 22         | 9月10日  | シリーズ ガラパゴス（1） ゾウガメ200歳 泣き笑い | ガラパゴスゾウガメ                                             |
| 23     | 23         | 9月24日  | シリーズ ガラパゴス（2） 小さな鳥が大進化！     | ダーウィンフィンチ                                             |
| 24     | 24         | 10月1日  | 東京タヌキ 大捜索！                             | タヌキ                                                         |
| 25     | 25         | 10月8日  | トキ 人とともに生きる                           | トキ                                                           |
| 26     | 26         | 10月15日 | 北欧 クズリ最強伝説                             | クズリ                                                         |
| 27     | 27         | 10月22日 | ウナギが歩いた！                                | ウナギ                                                         |
| 28     | 28         | 10月29日 | 豪快！ ムツゴロウ空中戦                         | ムツゴロウ                                                     |
| 29     | 29         | 11月5日  | チョウがアリに化けた！                          | クロシジミ                                                     |
| 30     | 30         | 11月12日 | 現代の恐竜！ コモドドラゴン                     | コモドドラゴン                                                 |
| 31     | 31         | 11月19日 | 幻の魚が用水路にいた！                          | アユモドキ                                                     |
| 32     | 32         | 11月26日 | キツネとガン 極北の攻防                         | アカギツネ、カナダガン                                         |
| 33     | 33         | 12月3日  | イワナは水中のケモノ！                          | イワナ                                                         |
| 34     | 34         | 12月10日 | 大発見！ 道具を使うサル                         | フサオマキザル                                                 |
| 35     | 35         | 12月17日 | 森に住むカニ 大行進                             | アカテガニ                                                     |

| 放送回 | 年内放送回 | 放送日   | サブタイトル                                                 | 登場動植物                                            |
| ------ | ---------- | -------- | ------------------------------------------------------------ | ----------------------------------------------------- |
| SP     | 1          | 1月2日   | 平成19年お正月スペシャル もっと見たい！ 決定的瞬間スペシャル |                                                       |
| 36     | 2          | 1月7日   | 水上を走る！ 謎のバシリスク                                  | バシリスク                                            |
| 37     | 3          | 1月14日  | 危機一髪！ 木登り名人クロクマ                                | クロクマ                                              |
| 38     | 4          | 1月21日  | 鳥が凍った？ ヤマセミ 厳冬のダイビング                       | ヤマセミ                                              |
| 39     | 5          | 1月28日  | 巨大高山植物 百年目の開花！                                  | プヤ・ライモンディ                                    |
| 40     | 6          | 2月4日   | 地球上最大！ シロナガスクジラ                                | シロナガスクジラ                                      |
| 41     | 7          | 2月11日  | ライオン新王 誕生！                                          | ライオン                                              |
| 42     | 8          | 2月18日  | 密着34年！ 母ゾウは強し                                      | アフリカゾウ                                          |
| 43     | 9          | 2月25日  | 花！ 海を走る                                                | ウミショウブ                                          |
| 44     | 10         | 3月4日   | 神秘！ 海の森に舞うドラゴン                                  | リーフィーシードラゴン                                |
| 45     | 11         | 3月11日  | 知床 ハンターたちの攻防戦                                    | オジロワシ・ヒグマ・オオワシ キタキツネ・シマフクロウ |
| 46     | 12         | 3月18日  | イチオシ！ スクープ特集（1） 究極の離れ技                    | イワナ・フサオマキザル・バシリスク                    |
| 47     | 13         | 3月25日  | イチオシ！ スクープ特集（2） 知られざる苦労の物語            | マッコウクジラ・ホッキョクグマ・ライオン              |
| 48     | 14         | 4月1日   | 氷河の山のいたずらオウム                                     | ケア                                                  |
| 49     | 15         | 4月15日  | 水面の王者 アマゾンに咲く！                                  | オオオニバス                                          |
| 50     | 16         | 4月22日  | 札幌 生命よぶ校庭の巨木                                      | エゾモモンガ                                          |
| 51     | 17         | 4月29日  | ゾウと人は永遠の相棒                                         | アジアゾウ                                            |
| 52     | 18         | 5月6日   | 野生パンダに大接近！                                         | パンダ                                                |
| 53     | 19         | 5月13日  | 巨大サボテンに生きる                                         | ロードランナー                                        |
| 54     | 20         | 5月20日  | クジラ 浅瀬に生きる                                          | コククジラ                                            |
| 55     | 21         | 5月27日  | 黄金コウモリ 大発見！                                        | クロアカコウモリ                                      |
| 56     | 22         | 6月3日   | 石は宝！ 南極ペンギン                                        | アデリーペンギン                                      |
| 57     | 23         | 6月10日  | 壮絶！ 砂漠の果てに700万羽                                   | フラミンゴ・ペリカン・カワウ                          |
| 58     | 24         | 6月17日  | 火山が巨大グマを育てる                                       | ヒグマ                                                |
| 59     | 25         | 6月24日  | おサルさんだよ！アイアイ                                     | アイアイ                                              |
| 60     | 26         | 7月1日   | 大発見！ 農業する魚                                          | クロソラスズメダイ                                    |
| 61     | 27         | 7月8日   | 追跡！ 密林のゾウ大移動                                      | マルミミゾウ                                          |
| 62     | 28         | 7月15日  | 絶壁落下！ ヒナの大冒険                                      | カンムリウミスズメ                                    |
| 63     | 29         | 7月22日  | ハチになりたかった鳥                                         | ハチドリ                                              |
| 64     | 30         | 8月5日   | 夏休み昆虫シリーズ（1） カブトムシの王者！ ヘラクレス        | ヘラクレアスオオカブト                                |
| 65     | 31         | 8月12日  | 夏休み昆虫シリーズ（2） 17年に一度 セミが街を襲う            | 17年ゼミ                                              |
| 66     | 32         | 8月19日  | シリーズ パラオの海（1） 水中のガンマン テッポウウオ         | テッポウウオ                                          |
| 67     | 33         | 8月26日  | シリーズ パラオの海（2） 世界最大の貝 煙を噴く！             | オオシャコガイ                                        |
| 68     | 34         | 9月2日   | ミツバチお家騒動！                                           | ニホンミツバチ                                        |
| 69     | 35         | 9月9日   | ハイエナ女王 サバンナの掟                                    | ブチハイエナ                                          |
| 70     | 36         | 9月16日  | 鳥の長屋は大にぎわい！                                       | ムクドリ・カラス トビ・チョウゲンボウ                 |
| 71     | 37         | 9月23日  | シリーズ スローライフ（1） 忍者ザル のろまの術               | スレンダーロリス                                      |
| 72     | 38         | 9月30日  | シリーズ スローライフ（2） カメレオン のらりくらり           | ジャクソンカメレオン                                  |
| 73     | 39         | 10月7日  | おみごと！ 石に化けた魚                                      | アユカケ                                              |
| 74     | 40         | 10月14日 | コウノトリ 46年ぶりの巣立ち！                                | コウノトリ                                            |
| 75     | 41         | 10月21日 | 超高速！ 海を泳ぐアリ                                        | ウミトゲアリ                                          |
| 76     | 42         | 10月28日 | 闘う！ 猛牛バイソン                                          | バイソン                                              |
| 77     | 43         | 11月4日  | 鳥が海中を飛んだ！                                           | ウトウ                                                |
| 78     | 44         | 11月11日 | 白い大砂丘に魚湧く！                                         | レンソイス                                            |
| 79     | 45         | 11月18日 | 人が大好き！ ツバメ                                          | ツバメ                                                |
| 80     | 46         | 11月25日 | 若きオオカミ さすらいの旅                                    | オオカミ                                              |
| 81     | 47         | 12月2日  | 絶滅寸前 貝が育てる魚                                        | イタセンパラ                                          |
| 82     | 48         | 12月9日  | なぜ？ 白いクロクマ                                          | クロクマ                                              |
| 83     | 49         | 12月16日 | サバンナのネコ 強烈パンチ！                                  | サーバル                                              |

| 放送回 | 年内放送回 | 放送日   | サブタイトル                                                 | 登場動植物 |
| ------ | ---------- | -------- | ------------------------------------------------------------ | --- |
| SP     | 1          | 1月3日   | 平成20年 お正月スペシャル 新春もっと見たーい！ スペシャル    | |
| 84     | 2          | 1月6日   | シリーズ鹿児島の奇妙な魚（1） 桜島のダンス名人               | マダラギンポ                                                                                                  |
| 85     | 3          | 1月13日  | シリーズ鹿児島の奇妙な魚（2） え!? 水がキライな魚            | ヨダレカケ |
| 86     | 4          | 1月20日  | シリーズ オーストラリアの珍鳥（1） 熱唱！ 鳥のモノマネ王     | コトドリ |
| 87     | 5          | 1月27日  | シリーズ オーストラリアの珍鳥（2） 踊る！ 密林のダンス学校   | コウロコフウチョウ                                                                                            |
| 88     | 6          | 2月3日   | 土佐のクジラは池にすむ!?                                     | ニタリクジラ                                                                                                  |
| 89     | 7          | 2月10日  | 疾走！ 熱闘！ カンガルー                                     | アカカンガルー                                                                                                |
| 90     | 8          | 2月17日  | “老人”パワーだ！ チンパンジー                                | チンパンジー                                                                                                  |
| 91     | 9          | 2月24日  | ヒグマと暮らす男                                             | ヒグマ |
| 92     | 10         | 3月2日   | サンゴの海 シカが泳いだ！                                    | ケラマジカ |
| 93     | 11         | 3月9日   | 変幻自在！ 歩く忍者イカ                                      | ハナイカ |
| 94     | 12         | 3月16日  | イチオシ！ スクープ特集（1） 親から子へ 命のリレー           | カンムリウミスズメ サーバル・ニホンミツバチ                                                                   |
| 95     | 13         | 3月23日  | イチオシ！ スクープ特集（2） 人と生きもの ちょっといい話     | 17ネンゼミ・アジアゾウ・エゾモモンガ                                                                          |
| 96     | 14         | 4月6日   | 大接近！ シーラカンス                                        | シーラカンス                                                                                                  |
| 97     | 15         | 4月13日  | 壮絶1200頭！ カバ大集合                                      | カバ |
| 98     | 16         | 4月20日  | アホウドリ ただいま復活中！                                  | アホウドリ |
| 99     | 17         | 4月27日  | 釣りをする“怪獣”                                             | ワニガメ |
| 100    | 18         | 5月4日   | シリーズ火と氷の国アイスランド（1） 火山湖に謎の竜巻！       | キタホオジロガモ                                                                                              |
| 101    | 19         | 5月11日  | シリーズ火と氷の国アイスランド（2） “海のピエロ”水中を飛ぶ！ | ニシツノメドリ                                                                                                |
| 102    | 20         | 5月18日  | シリーズ南極海の孤島（1） 大きく育て！ キングペンギン        | キングペンギン                                                                                                |
| 103    | 21         | 5月25日  | シリーズ南極海の孤島（2） オットセイ ハレムの真実            | ナンキョクオットセイ                                                                                          |
| 104    | 22         | 6月1日   | まるでイソップ？ 札幌リス物語                                | シマリス・エゾリス                                                                                            |
| 105    | 23         | 6月8日   | 欧州 命集う里山                                              | コウノトリ・オオヤマネ・リス                                                                                  |
| 106    | 24         | 6月15日  | 落ち葉の山から！ ヒナが出た                                  | ツカツクリ |
| 107    | 25         | 6月29日  | 熱血！ ミーアキャット先生                                    | ミーアキャット                                                                                                |
| 108    | 26         | 7月6日   | 神秘！ 砂漠の水中世界                                        | チワワ砂漠・ミンクリイ                                                                                        |
| 109    | 27         | 7月13日  | "氷のクマ″極北の暑い旅                                       | ホッキョクグマ                                                                                                |
| 110    | 28         | 7月20日  | 逃げろ！ 珍獣フクロアリクイ                                  | フクロアリアイ                                                                                                |
| 111    | 29         | 7月27日  | もっと！ スクープ特集（1） 世界初の大接近                    | シーラカンス・カバ コウロコフウチョウ                                                                         |
| 112    | 30         | 8月3日   | もっと！ スクープ特集（2） 地元の人は知っていた！            | ケラマジカ・ニタリクジラ・ヨダレカケ                                                                          |
| 113    | 31         | 8月24日  | ヒゲじい セレクト ほのぼのファミリー                         | チーター・ジャッカル・コアラ ホッキョクグマ・ミーアキャット アカカンガルー・アゴヒゲアザラシ ヒメウォンバット |
| 114    | 32         | 8月31日  | アホウドリ 世紀の移住プロジェクト                            | アホウドリ |
| 115    | 33         | 9月7日   | アンデス疾走！ 珍獣ビクーニャ                                | ビクーニャ |
| 116    | 34         | 9月14日  | ヤマネ 逆さま走り！                                          | ヤマネ |
| 117    | 35         | 9月21日  | 神秘！ 赤い海                                                | ゾウギンザメ                                                                                                  |
| 118    | 36         | 9月28日  | 目撃！ タカ対スズメバチ                                      | ハチクマ |
| 119    | 37         | 10月5日  | 走れ！ カメレオン                                            | ナマクアカメレオン                                                                                            |
| 120    | 38         | 10月12日 | ジャンプ一筋！ メガネザル                                    | スラウェシメガネザル                                                                                          |
| 121    | 39         | 10月19日 | シリーズ 南米の珍獣（1） 幻のアルマジロを探せ！              | オオアルマジロ                                                                                                |
| 122    | 40         | 10月26日 | シリーズ 南米の珍獣（2） なが〜い顔でラブ＆ピース            | オオアリクイ                                                                                                  |
| 123    | 41         | 11月2日  | トビウオ大飛行！                                             | トビウオ |
| 124    | 42         | 11月9日  | 水が得意！ 漁をするネコ                                      | スナドリネコ                                                                                                  |
| 125    | 43         | 11月16日 | 探検！ 巨大穴 ツバメの巣を探せ                               | アナツバメ |
| 126    | 44         | 11月23日 | しっぽに技あり！ 砂漠のリス                                  | ジリス |
| 127    | 45         | 11月30日 | 3羽？ 分身！ 謎の鳥                                          | ジュウイチ |
| 128    | 46         | 12月7日  | ダチョウ母さんの秘密計画                                     | ダチョウ |
| 129    | 47         | 12月14日 | キタキツネ 母と娘で共同子育て                                | キタキツネ |

| 放送回 | 年内放送回 | 放送日   | サブタイトル                                                                           | 登場動植物                                                                                             |
| ------ | ---------- | -------- | -------------------------------------------------------------------------------------- | --- |
| SP     | 1          | 1月2日   | 2009年スペシャル第1回平成21年お正月スペシャル 見たい！ 知りたい！ 新春一押しスペシャル | |
| 130    | 2          | 1月4日   | 猛獣ヒョウ 巨木に生きる                                                                | ヒョウ                                                                                                 |
| 131    | 3          | 1月11日  | 歌え！ テナガザル家族                                                                  | アジルテナガザル                                                                                       |
| 132    | 4          | 1月18日  | いのち短し！ イカ波乱万丈                                                              | アオリイカ                                                                                             |
| 133    | 5          | 1月25日  | 1羽4役！ 舞台にかける鳥                                                                | オオニワシドリ                                                                                         |
| 134    | 6          | 2月1日   | 南硫黄島 ただいま進化中！                                                              | オガサワラオオコウモリ アカオネッタイチョウ                                                            |
| 135    | 7          | 2月8日   | 熱烈！ メスから求愛 イワヒバリ                                                         | イワヒバリ                                                                                             |
| 136    | 8          | 2月15日  | 潜入！ アナグマの地下迷宮                                                              | アナグマ                                                                                               |
| 137    | 9          | 2月22日  | 剣をかざした スーパーフィッシュ                                                        | バショウカジキ                                                                                         |
| 138    | 10         | 3月1日   | 突進！ イボイノシシ                                                                    | イボイノシシ                                                                                           |
| 139    | 11         | 3月8日   | びっくり七変化 あなた本当にタコ？                                                      | ミミックオクトパス                                                                                     |
| 140    | 12         | 3月15日  | まるで昔話！ 里山生きもの大集合                                                        | タヌキ・キツネ・イノシシ・テン シカ・アカネズミ・ニホンリス・カブトムシ シロスジカミキリ・シジュウカラ |
| 141    | 13         | 3月22日  | イチオシ！ スクープ特集（1） オモシロ飛行術                                            | ニシツノメドリ・スラウェシメガネザル・トビウオ                                                         |
| 142    | 14         | 3月29日  | イチオシ！ スクープ特集（2） 知られざる離れワザ                                        | ジュウイチ・ジリス・ハチクマ                                                                           |
| 143    | 15         | 4月5日   | シリーズ アフリカ再発見（1） ようこそ！ キリンの楽園                                   | キリン                                                                                                 |
| 144    | 16         | 4月12日  | シリーズ アフリカ再発見（2） 結束！ チーター兄弟                                       | チーター                                                                                               |
| 145    | 17         | 4月19日  | オオタカ 街で驚きハンティング                                                          | オオタカ                                                                                               |
| 146    | 18         | 4月26日  | 遊び大好き!? 王様インコ                                                                | コンゴウインコ                                                                                         |
| 147    | 19         | 5月3日   | マングース 弟子入り志願！                                                              | シママングース                                                                                         |
| 148    | 20         | 5月10日  | グンタイアリ さすらいの最強軍団                                                        | グンタイアリ                                                                                           |
| 149    | 21         | 5月17日  | 27年ぶり！ 日本の空にトキ復活                                                          | トキ                                                                                                   |
| 150    | 22         | 5月24日  | シリーズ アフリカの珍獣（1） 剣山！ ヤマアラシ                                         | ヤマアラシ                                                                                             |
| 151    | 23         | 5月31日  | シリーズ アフリカの珍獣（2） 武勇伝！ ラーテル                                         | ラーテル                                                                                               |
| 152    | 24         | 6月7日   | 巨大ワニ 大海原に進出!?                                                                | イリエワニ                                                                                             |
| 153    | 25         | 6月14日  | 築百年！ 小鳥の巨大マンション                                                          | シャカイハタオリ                                                                                       |
| 154    | 26         | 6月28日  | 北の森に生きる ニホンザリガニ                                                          | ニホンザリガニ                                                                                         |
| 155    | 27         | 7月5日   | 走れ！ 跳べ！ 世界最速モンキー                                                         | パタスモンキー                                                                                         |
| 156    | 28         | 7月12日  | エランド 巨大山脈に登る                                                                | エランド                                                                                               |
| 157    | 29         | 7月19日  | 森のイルミネーション 恋の大作戦！                                                      | ホタル                                                                                                 |
| 158    | 30         | 7月26日  | わたし ライチョウ 雪の鳥                                                               | ライチョウ                                                                                             |
| 159    | 31         | 8月2日   | 負けるが勝ち！ テングザル                                                              | テングザル                                                                                             |
| 160    | 32         | 8月9日   | ドキュメント！ 謎の魚 大乱舞                                                           | イレズミフエダイ                                                                                       |
| 161    | 33         | 9月6日   | 幽霊ガニ！ 砂山の恋物語                                                                | ユウレイガニ                                                                                           |
| 162    | 34         | 9月13日  | 大迫力！ 水を飛ばすクジラ                                                              | ザトウクジラ                                                                                           |
| 163    | 35         | 9月20日  | 珍獣がベェ〜！ キンカジュー                                                            | キンカジュー                                                                                           |
| 164    | 36         | 9月27日  | 知床 急流に潜る鳥                                                                      | カワガラス                                                                                             |
| 165    | 37         | 10月4日  | 千客万来！ プレーリードッグの町                                                        | プレーリードッグ                                                                                       |
| 166    | 38         | 10月11日 | タコ！ マイホームを持ち歩く                                                            | メジロダコ                                                                                             |
| 167    | 39         | 10月18日 | 短足のスゴイやつ！ ヤブイヌ                                                            | ヤブイヌ                                                                                               |
| 168    | 40         | 10月25日 | 珍虫ツノゼミ 百変化！                                                                  | ツノゼミ                                                                                               |
| 169    | 41         | 11月1日  | 北海道の大自然（1） 空飛ぶ漁師 タカが魚に一直線！                                      | ミサゴ                                                                                                 |
| 170    | 42         | 11月8日  | 北海道の大自然（2） 巨大魚イトウ 猛突進！                                              | イトウ                                                                                                 |
| 171    | 43         | 11月15日 | ジャッカル 成功への道                                                                  | ゼクロジャッカル                                                                                       |
| 172    | 44         | 11月22日 | 天才職人！ 道具を作るカラス                                                            | カレドニアカラス                                                                                       |
| 173    | 45         | 11月29日 | 魚を釣る魚 カエルアンコウ                                                              | カエルアンコウ                                                                                         |
| 174    | 46         | 12月6日  | 満員電車で子育て!? ウミガラスの島                                                      | ウミガラス                                                                                             |
| 175    | 47         | 12月13日 | 火の鳥！ 森をダイブ                                                                    | アカショウビン                                                                                         |
| SP     | 48         | 12月20日 | 2009年スペシャル第2回 もっと見たいSP（1） 人と生きもの いい関係                        | トキ・キリン                                                                                           |
| SP     | 49         | 12月27日 | 2009年スペシャル第3回 もっと見たいSP（2） 超スロー映像！ 一瞬のスゴ技                  | バシリスク・テッポウウオ                                                                               |

| 放送回 | 年内放送回 | 放送日   | サブタイトル                                                                  | 登場動植物 |
| ------ | ---------- | -------- | ----------------------------------------------------------------------------- | --- |
| 176    | 1          | 1月3日   | 癒（い）やし系カピバラ 走る！ 泳ぐ！                                          | カピバラ |
| 177    | 2          | 1月10日  | 子どもオオカミ 大人への第一歩                                                 | シンリンオオカミ |
| 178    | 3          | 1月17日  | 原始のサル トゲの森を横っ跳び                                                 | ベローシファカ |
| 179    | 4          | 1月24日  | 村で急増！ ふしぎなタカ                                                       | チュウヒ |
| 180    | 5          | 1月31日  | ファイト！ 鳥のアマゾン大行進                                                 | ラッパチョウ |
| 181    | 6          | 2月7日   | 小川の決戦！ 猛魚オヤニラミVSムギツク軍団                                     | オヤニラミ・ムギツク |
| 182    | 7          | 2月21日  | 平和がモットー！ 天空のサル                                                   | ゲラダヒヒ |
| 183    | 8          | 3月7日   | 飛ぶ鳥を落とす！ スーパーキャット                                             | カラカル |
| 184    | 9          | 3月14日  | イチオシ！ スクープ特集（1） ウォ！ ギョギョ 水中のスペクタクル               | バショウカジキ・カエルアンコウ イレズミフエダイ |
| 185    | 10         | 3月21日  | イチオシ！ スクープ特集（2） 飛びっきり！ 鳥のスゴ技                          | オオタカ・ライチョウ・カレドニアガラス |
| 186    | 11         | 4月4日   | 海中の流星群！ 神秘の発光魚                                                   | ヒカリキンメダイ |
| 187    | 12         | 4月11日  | 数こそ命！ 生きもの大群集                                                     | ホシムクドリ・ヌー・カブトガニ モンカゲロウ・ヒアリ |
| 188    | 13         | 4月18日  | サルの赤ちゃん 明日にかける橋                                                 | チベットモンキー |
| 189    | 14         | 4月25日  | 登場！ ウロコ珍獣センザンコウ                                                 | センザンコウ |
| 190    | 15         | 5月2日   | フクロウ一家 びっくり地下生活                                                 | アナホリフクロウ |
| 191    | 16         | 5月9日   | 恋してピョン！ ピョン！ サバンナの鳥                                          | オドリホウオウ |
| 192    | 17         | 5月16日  | 百獣の王ライオン 最強の秘密                                                   | ライオン |
| 193    | 18         | 5月23日  | 滑るように飛べ！ ボルネオの森                                                 | ヒヨケザル・ツノトビトカゲ パラダイストビヘビ・ワラストビガエル |
| 194    | 19         | 5月30日  | 跳べ！ 小さな大ジャンパー                                                     | ショウガラゴ |
| 195    | 20         | 6月6日   | シリーズ南アフリカの海（1） 1000キロの大追跡 イワシVS海のハンター             | マイワシ・マイルカ ミナミアフリカオットセイ |
| 196    | 21         | 6月13日  | シリーズ南アフリカの海（2） 町をペタペタ！ 子育てペンギン                     | ケープペンギン |
| 197    | 22         | 6月20日  | 森を作る建築家 ビーバー                                                       | アメリカビーバー |
| 198    | 23         | 6月27日  | 巨大コウモリ 真夏の試練                                                       | ハイガシラオオコウモリ |
| 199    | 24         | 7月4日   | 北の森のオキテ 母グマ愛情物語                                                 | クロクマ |
| 200    | 25         | 7月18日  | 羽でバンザ〜イ！ 謎のハチドリ                                                 | オナガラケットハチドリ |
| 201    | 26         | 7月25日  | 一発必中！ ナゲナワグモ                                                       | ムツトゲイセキグモ |
| 202    | 27         | 8月1日   | 巨大ライチョウ 荒野の決闘                                                     | キジオライチョウ |
| 203    | 28         | 8月8日   | ドングリ蔵を守れ！ キツツキ家族                                               | ドングリキツツキ |
| SP     | 29         | 8月15日  | 2010年スペシャル第1回 自然番組50周年スペシャル（1） 大公開！ お宝映像         | ホッキョクグマ・ジャイアントパンダ ライオン・バッファロー・セイウチ ニホンカワウソ・コアジサシ・アカガニ ダイオウイカ・カクレクマノミ・メガネカイマン                                  |
| SP     | 30         | 8月22日  | 2010年スペシャル第2回 自然番組50周年スペシャル（2） 大発見！ 生きもの超パワー | フサオマキザル・ニホンザル・チーター タヌキ・カバ・ザトウクジラ・シャチ オタリア・レッサーパンダ・ナマケモノ アホウドリ・ハシビロコウ カレドニアガラス・ミミックオクトパス・バシリスク |
| 204    | 31         | 8月29日  | 追跡！ 宙を舞う謎のエイ                                                       | ムンクイトマキエイ |
| 205    | 32         | 9月5日   | アラスカ 巨大ヒグマ大集結！                                                   | アラスカヒグマ |
| 206    | 33         | 9月12日  | 世界遺産の街から羽ばたけ！                                                    | ヒメチョウゲンボウ |
| 207    | 34         | 9月19日  | リスがほえる!? 台湾の森                                                       | タイワンリス（種名：クリハラリス） |
| 208    | 35         | 9月26日  | 空気の魔術師 闘魚ベタ                                                         | ベタ |
| 209    | 36         | 10月3日  | アフリカ 感動劇場（1） 大湿原のヒヒ 父と娘の愛情物語                          | チャクマヒヒ |
| 210    | 37         | 10月10日 | アフリカ 感動劇場（2） 乾燥を生き抜け！ ライオン一家の長い旅                  | ライオン |
| 211    | 38         | 10月17日 | 命あふれる日本（1） タカがタカを襲う!? 里山の攻防                             | サシバ |
| 212    | 39         | 10月24日 | 命あふれる日本（2） 巨大魚コブダイ 王座決定戦！                               | コブダイ |
| 213    | 40         | 10月31日 | 命あふれる日本（3） 大追跡！ 幻のツシマヤマネコ                               | ツシマヤマネコ |
| 214    | 41         | 11月7日  | アリューシャン クジラと海鳥 世界一の大集結                                    | ザトウクジラ・ハシボソミズナギドリ |
| 215    | 42         | 11月14日 | 我はイセエビ よろい武者                                                       | イセエビ |
| 216    | 43         | 11月21日 | 秘密だらけの隣人 スズメ                                                       | スズメ |
| 217    | 44         | 11月28日 | 四万十川に潜入！ 巨大魚アカメ                                                 | アカメ |

| 放送回 | 年内放送回 | 放送日   | サブタイトル                                                                      | 登場動植物 |
| ------ | ---------- | -------- | --------------------------------------------------------------------------------- | --- |
| SP     | 1          | 1月2日   | 新春スペシャル 見たい！ 知りたい！ 生きものに大接近〜決定的瞬間はこうして撮った〜 | ザトウクジラ・ハシボソミズナギドリ・ライオン オドリホウオウ・センザンコウ・アカメ アラスカヒグマ・シンリンオオカミ・アメリカビーバー サシバ・カニクイザル・エリマキトカゲ ツシマヤマネコ・ムンクイトマキエイ・ムツトゲイセキグモ コブダイ・カピバラ・ケープペンギン・ヒメチョウゲンボウ・ショウガラゴ |
| 218    | 2          | 1月9日   | 大追跡！ ヒヨドリ津軽海峡越え                                                     | ヒヨドリ |
| 219    | 3          | 1月16日  | キバは勇者の印！ 珍獣バビルサ                                                     | バビルサ |
| 220    | 4          | 1月23日  | 跳べ！ サバンナの牛若丸                                                           | ディクディク |
| 221    | 5          | 1月30日  | ヘビにキック！ 美脚の鳥                                                           | ヘビクイワシ |
| 222    | 6          | 2月6日   | 伝説のゴリラキング 運命の戦い                                                     | マウンテンゴリラ |
| 223    | 7          | 2月13日  | 熱血！ ハチを食う“炎の鳥”                                                         | ハチクイ |
| 224    | 8          | 2月20日  | タイの美食家 道具を操るサル                                                       | カニクイザル |
| 225    | 9          | 2月27日  | 最強の小心者!? 猛毒フグ                                                           | クサフグ |
| 226    | 10         | 3月6日   | 恋して水上ダッシュ！                                                              | クビナガカイツブリ・クラークカイツブリ |
| 227    | 11         | 4月24日  | 子育ては父の仕事！ アマゾンの“育メン”ザル                                         | アンデスティティ |
| 228    | 12         | 5月1日   | ヒグマ対オオカミ よみがえった！ 北米最強対決                                      | ヒグマ・オオカミ |
| 229    | 13         | 5月8日   | ナマケモノは なまけ者？                                                           | ノドチャミユビナマケモノ |
| 230    | 14         | 5月15日  | クチバシが命！ 巨大キツツキ                                                       | クマゲラ |
| 231    | 15         | 5月22日  | 懐かしのスター エリマキトカゲの素顔                                               | エリマキトカゲ |
| 232    | 16         | 5月29日  | アホウドリ 小笠原に帰ってきた！                                                   | アホウドリ |
| 233    | 17         | 6月5日   | 慎重で大胆!!ウサギの田園生活                                                      | ヤブノウサギ |
| 234    | 18         | 6月12日  | 最速の鳥 イグアスの滝に突入！                                                     | オオムジアマツバメ |
| 235    | 19         | 6月19日  | スズメバチ 巨大マンション建設中！                                                 | キイロスズメバチ |
| 236    | 20         | 6月26日  | 風になれ！ アンデスの王者コンドル                                                 | コンドル |
| 237    | 21         | 7月3日   | 草食ガゼルVS最強ハンターサバンナ生き残り術                                        | トムソンガゼル |
| 238    | 22         | 7月10日  | まるでスズムシ！ 羽で鳴く鳥                                                       | キガタヒメマイコドリ |
| 239    | 23         | 7月17日  | トラと戦う！ 野生犬ドール                                                         | ドール |
| 240    | 24         | 7月24日  | サンゴを大食い！ パラオの巨大魚                                                   | カンムリブダイ |
| 241    | 25         | 7月31日  | シロイワヤギ 崖（がけ）っぷちこそ理想の住まい                                     | シロイワヤギ |
| SP     | 26         | 8月7日   | イチオシ！ スクープ特集（1） まだまだ知らない日本の自然                           | チュウヒ・ハヤブサ・ヒヨドリ オヤニラミ・ムギツク |
| SP     | 27         | 8月14日  | イチオシ！ スクープ特集（2） 大集合！ アジアのびっくり動物                        | チベットモンキー・ミミセンザンコウ オオヒカリキンメダイ・ヒカリキンメダイ シリアゲアリの仲間 |
| 242    | 28         | 8月21日  | 日本 清らかな水辺（1） 泉の珍魚 卵を盗んでハートも盗め！                          | ハリヨ |
| 243    | 29         | 8月28日  | 日本 清らかな水辺（2） 里山の王者！ オオサンショウウオ                            | オオサンショウウオ |
| 244    | 30         | 9月11日  | 大胆不敵！ 戦うシマウマ                                                           | シマウマ |
| 245    | 31         | 9月25日  | 肉体VS頭脳！ 巨大イカの恋                                                         | オーストラリアコウイカ |
| 246    | 32         | 10月2日  | 密林の軽業師 クモザル                                                             | ジェフロイクモザル |
| 247    | 33         | 10月9日  | 激変！ パンタナール湿地 命の攻防                                                  | オオカワウソ・パラグアイカイマン ベニヘラサギ・アメリカトキコウ |
| 248    | 34         | 10月16日 | 巨木が倒れる！ 母さんヒョウの奮闘記                                               | ヒョウ |
| 249    | 35         | 10月23日 | “鳥の敵（かたき）”に化ける鳥                                                      | アリスイ |
| 250    | 36         | 10月30日 | スクープ連発！ カメラマンはウミガメ                                               | アオウミガメ |
| 251    | 37         | 11月6日  | 寒波と戦う！ マナティー                                                           | フロリダマナティー |
| 252    | 38         | 11月13日 | 思いやり いっぱい！ ゴリラの大家族                                                | ニシローランドゴリラ |
| 253    | 39         | 11月20日 | ハヤブサ一家 高層ホテルがマイホーム                                               | ハヤブサ |
| 254    | 40         | 11月27日 | 華麗！ トンボのスーパー飛行術                                                     | アキアカネ・ギンヤンマ・オニヤンマ |

| 放送回 | 年内放送回 | 放送日   | サブタイトル                                                     | 登場動植物                                            |
| ------ | ---------- | -------- | ---------------------------------------------------------------- | ----------------------------------------------------- |
| SP     | 1          | 1月1日   | ダーウィンが来た！ お正月スペシャル「生きもの“ナンバー1”新伝説」 | チーター・ハヤブサ ライオン・トラ                     |
| 255    | 2          | 1月8日   | 頭にツノ!? 北極に幻のクジラを追え！                              | イッカク                                              |
| 256    | 3          | 1月15日  | 敵はオオカミ！ コヨーテの生き残り大作戦                          | コヨーテ                                              |
| 257    | 4          | 1月22日  | ツノが命！ 知床のエゾシカ                                        | エゾシカ                                              |
| 258    | 5          | 1月29日  | 魚群に突撃！ 世界一の高速クジラ                                  | イワシクジラ                                          |
| 259    | 6          | 2月5日   | 密着！ ラッコのぷかぷか生活                                      | ラッコ                                                |
| 260    | 7          | 2月12日  | パラオの異色カップル！ 絆よ永遠に                                | ピンクスポッティドシュリンプゴビー テッポウエビの仲間 |
| 261    | 8          | 2月19日  | 耳をすまして一致団結！ サバンナのキツネ家族                      | オオミミキヅネ                                        |
| 262    | 9          | 2月26日  | 超絶ハンティング！ 海の王者シャチ                                | シャチ                                                |
| 263    | 10         | 3月4日   | 潜入！ 琥珀に輝くアリ王国                                        | ミツツボアリ                                          |
| 264    | 11         | 3月18日  | 激流に生きる！ 謎の水中モグラ                                    | カワネズミ                                            |
| 265    | 12         | 3月25日  | 参上！ 水辺の忍者 ヨシゴイ                                       | ヨシゴイ                                              |
| 266    | 13         | 4月1日   | 全身パワフル！ 巨大マグロ                                        | クロマグロ                                            |
| 267    | 14         | 4月8日   | 母VS娘 トラ女王 宿命の交代劇！                                   | ベンガルトラ                                          |
| 268    | 15         | 4月15日  | 海へダイブ！ 巨大ペリカン                                        | カッショクペリカン                                    |
| 269    | 16         | 4月22日  | “森の人” 森へ帰る                                                | オランウータン                                        |
| 270    | 17         | 5月6日   | 冬を生き抜け！ 北限のニホンザル                                  | ニホンザル                                            |
| 271    | 18         | 5月13日  | 氷原の激闘！ 巨大オオワシ                                        | オオワシ                                              |
| 272    | 19         | 5月20日  | 奇想天外！ 極小ガエルの子育て術                                  | マネシヤドクガエル                                    |
| 273    | 20         | 5月27日  | 毎日が波乱万丈！ ゾウアザラシの集団生活                          | ミナミゾウアザラシ                                    |
| 274    | 21         | 6月3日   | 生きていた“絶滅魚” クニマスを追え！                              | クニマス                                              |
| 275    | 22         | 6月10日  | ヒマラヤの森 レッサーパンダ復帰大作戦                            | レッサーパンダ                                        |
| 276    | 23         | 6月17日  | 母ライオン 頑張る！ ひとりぼっちの子育て                         | ライオン                                              |
| 277    | 24         | 6月24日  | 砂漠に霧！ 奇妙な生きもの大集合                                  | ミズカキヤモリ                                        |
| 278    | 25         | 7月1日   | 巨大怪鳥！ コワモテの秘密                                        | ハシビロコウ                                          |
| 279    | 26         | 7月8日   | 命がけの子育て！ カエル父さん奮闘記                              | アフリカウシガエル                                    |
| 280    | 27         | 7月15日  | 東京ムササビ天国！ 高尾山                                        | ムササビ                                              |
| 281    | 28         | 7月22日  | 美しき狩人 “花”になったカマキリ                                  | ハナカマキリ                                          |
| 282    | 29         | 8月19日  | 生きもの大集合！ 森の“穴場”ツリー                                | シルスイキツツキ                                      |
| 283    | 30         | 8月26日  | 10万匹のミステリー！ カニ大集結                                  | クモガニ                                              |
| 284    | 31         | 9月2日   | シロフクロウ一家 北極圏の大冒険！                                | シロフクロウ                                          |
| 285    | 32         | 9月9日   | 世紀の発見！ 海底のミステリーサークル                            | フグ                                                  |
| 286    | 33         | 9月16日  | 空飛ぶ“軍艦”の秘密                                               | グンカンドリ                                          |
| 287    | 34         | 9月23日  | 驚き！ これがコアラだ                                            | コアラ                                                |
| 288    | 35         | 10月7日  | 知床ヒグマ親子 番屋に大集合！                                    | ヒグマ                                                |
| 289    | 36         | 10月14日 | 決め手はシッポ！ ヘビと戦うリス                                  | カリフォルニアジリス                                  |
| 290    | 37         | 10月21日 | 子どもたちのアイドル！ ダンゴムシの秘密                          | ダンゴムシ                                            |
| 291    | 38         | 10月28日 | 里山の美しき鳥（1） 森の宝石ブッポウソウ                         | ブッポウソウ                                          |
| 292    | 39         | 11月4日  | 里山の美しき鳥（2） 本当にアツアツ？ オシドリ夫婦                | オシドリ                                              |
| 293    | 40         | 11月11日 | ウナギ大調査！ 産卵の謎を追え                                    | ウナギ                                                |
| 294    | 41         | 11月18日 | 東京へ進出中！ 清流の宝石カワセミ                                | カワセミ                                              |
| 295    | 42         | 11月25日 | 動物大集合！ 魔法の泉                                            | ボルネオオランウータン                                |
| 296    | 43         | 12月2日  | 武蔵野の里山 小さな狩人モズ                                      | モズ                                                  |
| 297    | 44         | 12月9日  | 前代未聞！ ジンベエザメ大集結                                    | ジンベエザメ                                          |
| 298    | 45         | 12月23日 | これぞ親子愛！ 完全密着ミサゴの子育て                            | ミサゴ                                                |

| 放送回 | 年内放送回 | 放送日   | サブタイトル                                                                | 登場動植物 |
| ------ | ---------- | -------- | --------------------------------------------------------------------------- | --- |
| 299    | 1          | 1月6日   | 華麗なる海鳥 森の奮闘記                                                     | オオミズナギドリ |
| 300    | 2          | 1月13日  | 密林の人気スポット 巨大タワーの謎                                           | オウゴンニワシドリ |
| 301    | 3          | 1月20日  | 鼻から風船!? 珍獣ズキンアザラシ                                             | ズキンアザラシ |
| 302    | 4          | 1月27日  | ワニと対決！ オオカワウソ大家族                                             | オオカワウソ |
| 303    | 5          | 2月3日   | 超攻撃的！ ナゾの覆面鳥                                                     | ズグロトサカゲリ |
| SP     | 6          | 2月9日   | 日本の動物たちはスゴかった！ ふしぎ！ 感動！ ニッポンの動物たちはスゴかった | ニホンザル、キタキツネ オジロワシ、カンムリウミスズメ オオサンショウウオ カワネズミ、ナゲナワグモ ヨシゴイ、メジロダコ ウツボ、アオリイカ、クニマス シッポウフグ、ヨダレカケ ヨシアキトンボ、カワガラス エゾシカ、カワセミ、ヒグマ、ムササビ |
| 304    | 7          | 2月10日  | 転落注意！ アイベックスの崖っぷち生活                                       | アイベックス |
| 305    | 8          | 2月17日  | 型破りのイグアナ ガラパゴスで泳ぐ！                                         | ウミイグアナ |
| 306    | 9          | 2月24日  | ヤシの酒場に通いづめ！ 酒豪ツパイ                                           | ツパイ |
| 307    | 10         | 3月3日   | ふしぎ！ 輝くクモの水中生活                                                 | ミズグモ |
| 308    | 11         | 3月10日  | えっ！ 鳥がお芝居？ 白夜の恋                                                | エリマキシギ |
| 309    | 12         | 3月17日  | 寝袋でグッスリ!? 眠る魚の秘密                                               | ハゲブダイ |
| 310    | 13         | 3月24日  | 敵がいっぱい！ ウサギの英国田園ライフ                                       | アナウサギ |
| 311    | 14         | 3月31日  | 進め！ ヌー親子 100万頭の大移動                                             | オグロヌー |
| 312    | 15         | 4月7日   | アフリカゾウ300頭！ 謎の大集合                                              | アフリカゾウ |
| 313    | 16         | 4月14日  | 追跡！ ペンギン大脱走                                                       | フンボルトペンギン |
| 314    | 17         | 4月21日  | 実は最強!? カバの素顔                                                       | カバ |
| 315    | 18         | 4月28日  | イタリアの大空へ！ 渡り鳥復活大作戦                                         | ハイイロガン |
| 316    | 19         | 5月5日   | 神秘！ ホタルイカ 光の謎に迫れ                                              | ホタルイカ |
| 317    | 20         | 5月12日  | 野生で解明！ セキセイインコの不思議                                         | セキセイインコ |
| 318    | 21         | 5月19日  | 岩山フル活用！ 駆け登れ ハイラックス                                        | ケープハイラックス |
| 319    | 22         | 5月26日  | 小笠原で初産卵！ 若きアホウドリ夫婦の挑戦                                   | アホウドリ |
| 320    | 23         | 6月2日   | 葉っぱこそ命！ ハキリアリの巨大王国                                         | ハキリアリ |
| 321    | 24         | 6月9日   | アザラシ母さん 愛の猛特訓！                                                 | アゴヒゲアザラシ |
| 322    | 25         | 6月16日  | 聞いてびっくり！ カラスの言い分                                             | ハシブトガラス・ハシボソガラス |
| 323    | 26         | 6月23日  | これは珍しい！ 木に登ったカンガルー                                         | カオグロキノボリカンガルー |
| 324    | 27         | 6月30日  | 美の競演！ クジャクのMr.コンテスト                                          | インドクジャク |
| 325    | 28         | 7月7日   | 口が2つ!? スーパー怪魚ウツボ                                                | ウツボ |
| 326    | 29         | 7月14日  | 世界最大のシカ！ 巨大ツノの秘密                                             | ヘラジカ |
| 327    | 30         | 7月28日  | 珍獣アマミノクロウサギ びっくり子育て術                                     | アマミノクロウサギ |
| 328    | 31         | 8月4日   | 世界遺産 知床の海 コンブの森は保育園！                                      | 羅臼昆布 |
| 329    | 32         | 8月11日  | 鳥のマンション！ 砂漠の巨大サボテン                                         | アカスズメフクロウ・ルリイカル ムラサキツバメ・ヒタキモドキ サバクシマセゲラ |
| 330    | 33         | 8月18日  | アフリカ古代湖 魚たちの子育て大作戦！                                       | シクリッド・カンパンゴ |
| 331    | 34         | 8月25日  | 大研究！ 昆虫王者 カブトムシ＆クワガタ                                      | カブトムシ・クワガタ |
| 332    | 35         | 9月2日   | 森で発見！ オットセイの秘密基地                                             | ニュージーランドオットセイ |
| 333    | 36         | 9月15日  | 無敵！ スカンクの真実                                                       | スカンク |
| 334    | 37         | 9月22日  | “悪役”ハイエナ 意外な素顔                                                   | ブチハイエナ |
| 335    | 38         | 9月29日  | 世界遺産 小笠原 解明！ イルカ曲芸のワケ                                     | ミナミハンドウイルカ・ハシナガイルカ |
| 336    | 39         | 10月6日  | 一匹オオカミ 頂点への道！                                                   | ハイイロオオカミ |
| 337    | 40         | 10月13日 | たくましきタンチョウ 新たな故郷を開拓中                                     | タンチョウ |
| 338    | 41         | 10月20日 | 命がけの約束！ サバンナの巨木と小さなハチ                                   | イチジクコバチ |
| 339    | 42         | 10月27日 | さく裂！ 骨落とし ヒゲワシテクニック                                        | ヒゲワシ |
| 340    | 43         | 11月3日  | 潜入！ インドサイの楽園                                                     | インドサイ |
| 341    | 44         | 11月10日 | “黄金の前足”が大活躍！ アライグマ                                           | アライグマ |
| 342    | 45         | 11月17日 | 頑張れオスライオン！ 百獣の王への道                                         | ライオン |
| 343    | 46         | 11月24日 | 鳥か？ 魚か？ いや、カモノハシだ！                                          | カモノハシ |
| 344    | 47         | 12月1日  | おんぶで子育て！ 珍獣ナマケグマ                                             | ナマケグマ |
| 345    | 48         | 12月8日  | 命がけ！ シロイルカ“脱皮”大作戦                                             | シロイルカ |
| 346    | 49         | 12月15日 | 南極のペンギン “世界一過酷”な子育て！                                       | コウテイペンギン |
| 347    | 50         | 12月22日 | 潜入！ ペンギンたちの危ない断崖生活                                         | イワトビペンギン |

| 放送回 | 年内放送回 | 放送日   | サブタイトル                                         | 登場動植物 |
| ------ | ---------- | -------- | ---------------------------------------------------- | --- |
| 348    | 1          | 1月5日   | モンゴル大草原 追跡！ 世界唯一の野生馬               | モウコノウマ |
| 349    | 2          | 1月12日  | “強さ”VS“優しさ”アヌビスヒヒ 恋の駆け引き            | アヌビスヒヒ |
| 350    | 3          | 1月19日  | 超個性的！ 飛べない鳥キーウィの秘密                  | キタタテジマキーウィ |
| 351    | 4          | 1月26日  | 東京 アナグマのキャンパスライフ                      | アナグマ |
| 352    | 5          | 2月2日   | 激闘！ オオカミVS猛牛バイソン                        | ハイイロオオカミ バイソン |
| 353    | 6          | 3月2日   | 空飛ぶ悪魔？ 謎の鳥カラカラ                          | フォークランドカラカラ |
| 354    | 7          | 3月9日   | 激闘！ ライオンVSバッファロー                        | ライオン、バッファロー |
| 355    | 8          | 3月16日  | 自由奔放！ 海の冒険者ウミウシ                        | ウミウシ |
| 356    | 9          | 3月23日  | 珍獣オポッサムサバイバル大作戦！                     | シロミミオポッサム |
| 357    | 10         | 3月30日  | ヒナをだっこ!? 水上の“育メン鳥”                      | トサカレンカク |
| 358    | 11         | 4月6日   | 歩いて冬眠!? ホッキョクグマの秘策                    | ホッキョクグマ ワモンアザラシ、ヒグマ ヌマライチョウ、ホッキョクギツネ |
| 359    | 12         | 4月13日  | びっくり！ 人気者カクレクマノミの素顔                | カクレクマノミ |
| 360    | 13         | 4月20日  | 衝撃！ ハチクマ軍団VSスズメバチ軍団                  | ハチクマ、スズメバチ |
| 361    | 14         | 4月27日  | 跳べ！ 走れ！ インパラ！                             | インパラ |
| 362    | 15         | 5月4日   | だるまさんがころんだ 密着！ 珍獣の秘策               | テンレック |
| 363    | 16         | 5月11日  | 感動！ お母さんの深〜い愛                            | ナマケグマ、アゴヒゲアザラシ ライオン |
| 364    | 17         | 5月18日  | 世界遺産 屋久島 サルたちの波瀾万丈生活               | ニホンザル |
| 365    | 18         | 5月25日  | フラミンゴ30万羽！ 謎の大行進                        | フラミンゴ |
| 366    | 19         | 6月1日   | シリーズ 東京湾① 生きものいっぱい！ 大都会の海       | アナゴ、シャコ、カレイ クルマエビ、アサリ イッカククモガニ |
| 367    | 20         | 6月8日   | シリーズ 東京湾② 潜入！ 海の“お花畑”                 | チョウチョウウオ ブリ、キビナゴ、マンボウ マゴチ、オサガメ ジンベエザメ、ヒラメ |
| 368    | 21         | 6月15日  | がんばれ！ 強くてやさしいお父さん                    | コウテイペンギン アフリカウシガエル ニシローランドゴリラ |
| 369    | 22         | 6月22日  | 歌え！ 踊れ！ 鳥の師弟コンビ                         | オナガセアオマイコドリ |
| 370    | 23         | 6月29日  | ワオキツネザル “かかあ天下”で生き残れ！              | ワオキツネザル |
| 371    | 24         | 7月6日   | ニホンカモシカ 雪崩とともに生きる！                  | ニホンカモシカ |
| 372    | 25         | 7月20日  | 青いリングにご用心！ 謎のタコ                        | ブルーリングオクトパス |
| 373    | 26         | 7月27日  | 負けるな！ 森の小さな“悪魔”                          | タスマニアデビル |
| 374    | 27         | 8月3日   | 孤独なリカオン 生き残りの秘策                        | リカオン オグロヌー、ハイエナ シママングース、ライオン、ブタ イヌ、トラ、ネコ、インパラ |
| SP     | 28         | 8月6日   | ミラクル・スピーシーズ いざ出発！ 新種発見の大冒険へ | オリンギート、ミャンマーシシバナザル ライトニングローチ、ティンカーベルナナ マントホエザル、ケツァール、バシリスク キモモマイコドリ、プラチナコガネ、マンマルコガネ キリギリス、バラノトゲツノゼミ、ハモグリバエ カザリバガ、ジンガサハムシ タテヅノカブト、ヘラクレスオオカブト |
| 375    | 29         | 8月10日  | 大迫力！ 巨大クジラ 恋のバトル                       | ザトウクジラ |
| 376    | 30         | 8月17日  | 不思議いっぱい！ 身近なアリ大研究                    | アリ |
| 377    | 31         | 8月24日  | 密林で発見！ 謎の小屋                                | チャイロニワシドリ |
| 378    | 32         | 9月7日   | 珍獣マーラ 奇妙なご近所づきあい                      | マーラ |
| 379    | 33         | 9月14日  | 里山のかくれんぼ名人 珍鳥ヨタカの仰天育児            | ヨタカ |
| 380    | 34         | 9月21日  | びわ湖の主 巨大なナマズを追え！                      | ビワコオオナマズ |
| 381    | 36         | 10月5日  | 葉っぱが我が家！ 小さなカニの大家族                  | ブロメリアガニ |
| 382    | 37         | 10月12日 | ハナグマ母さん 孤軍奮闘                              | アカハナグマ |
| 383    | 38         | 10月19日 | どっちが得？ ヤマメ VS サクラマス                    | ヤマメ、サクラマス |
| 384    | 39         | 10月26日 | 世界一危険！ 怪鳥ヒクイドリ                          | ヒクイドリ |
| 385    | 40         | 11月2日  | 体を張って大接近！ 凶暴魚ゴマモンガラ                | ゴマモンガラ |
| 386    | 41         | 11月9日  | 臆病？ 大胆？ イノシシ徹底追跡！                     | イノシシ |
| 387    | 42         | 11月16日 | ‟トラの王国”復活大作戦                               | ベンガルトラ |
| 388    | 43         | 11月23日 | 顔は口ほどにものを言う！ クロザル                    | クロザル チンパンジー、アミメニシキヘビ |
| 389    | 44         | 11月30日 | 本当はスゴイ！ トビの実力                            | トビ |
| 390    | 45         | 12月7日  | 強烈パンチ！ モンハナシャコ                          | モンハナシャコ カニダマシ、タコ、ハタ ゴマモンガラ |
| 391    | 46         | 12月14日 | なぜか人気者！ 砂漠のドロボウ鳥                      | クロオウチュウ ミーアキャット、オオミミギツネ シャカイハタオリ マミジロスズメハタオリ ムナグロチュウヒワシアカガタテリムク ライラックニシブッポウソウ コシジロウタオオタカ |
| 392    | 47         | 12月21日 | 謎の巨大ザメ 追跡大作戦！                            | ウバザメ ナガスクジラ、ミンククジラ ヤツメウナギ |

| 放送回 | 放送日時      | サブタイトル                            | 登場動物                            |
| ------ | ------------- | --------------------------------------- | ----------------------------------- |
| 316    | 8:20 - 8:50   | 神秘！ ホタルイカ 光の謎に迫れ          | ホタルイカ                          |
| 317    | 8:50 - 9:20   | 野生で解明！ セキセイインコの不思議     | セキセイインコ                      |
| 318    | 9:20 - 9:50   | 岩山フル活用！ 駆け登れ ハイラックス    | ケープハイラックス                  |
| 333    | 10:05 - 10:35 | スカンクの真実                          | スカンク                            |
| 335    | 10:35 - 11:05 | 世界遺産 小笠原 解明！ イルカ曲芸のワケ | ミナミハンドウイルカ ハシナガイルカ |
| 343    | 11:05 - 11:35 | 鳥か？ 魚か？ いや、カモノハシだ！      | カモノハシ                          |
- 近畿広域圏では8:20 - 9:20は放送されなかった。
- NHK鳥取では全編放送されなかった。
- NHK広島では10:05 - 11:35は放送されなかった。
- 四国地方では8:20 - 10:05は放送されなかった。

| 放送回 | 年内放送回 | 放送日             | サブタイトル                                                         | 登場動植物 |
| ------ | ---------- | ------------------ | -------------------------------------------------------------------- | --- |
| 393    | 1          | 1月4日             | 珍獣サイガ 巨大鼻の秘密！                                            | サイガ、オオカミ、ハゲワシ |
| SP     | 2          | 1月10日 （2月8日） | 驚き！ 感動！ 日本の生き物たちはスゴかった                           | タンチョウ、カクレクマノミ エゾシカ、ニホンザル、イノシシ ミサゴ、ニホンカモシカ、サケ マス、ヒグマ、オオワシ、ヤクシマザル マッコウクジラ、ダイオウイカ、ザトウクジラ ハシナガイルカ、サワガニ、モクズガニ アナゴ、カレイ、クルマエビ、シャコ アサリ、ミミズ、アマミノクロウサギ ムカデメリベ、サムライアリ クロヤマアリ、アマミホシゾラフグ、ウミウシ ニホンカモシカ |
| 394    | 3          | 1月11日            | 日本縦断2000キロ！ 旅するチョウを追え                                | アサギマダラ |
| 395    | 4          | 1月18日            | 王者をめざせ！ 若きオスヒョウ                                        | ヒョウ、インパラ、ハイエナ |
| 396    | 5          | 1月25日            | 大追跡！ “タチウオ千本刀”                                            | タチウオ |
| 397    | 6          | 2月1日             | 大西洋縦断！ 世界最大のウミガメを追え                                | オサガメ、コンドル |
| 398    | 7          | 2月8日             | 幻のアザラシ！ 洞窟で秘密の子育て                                    | チチュウカイモンクアザラシ |
| 399    | 8          | 2月15日            | 初公開！ 驚きのキリン保育園                                          | キリン |
| 400    | 9          | 2月22日            | 密着！ アリの空中城                                                  | ツムギアリ |
| 401    | 10         | 3月1日             | 巨大ナマズ ハト狩りの真相                                            | ヨーロッパオオナマズ |
| 402    | 11         | 3月8日             | エチオピア高山地帯 密着！ 幻のオオカミ                               | アビシニアジャッカル |
| 403    | 12         | 3月15日            | 仰天！ スゴ腕のハンターたち                                          | ハシビロコウ、ハナカマキリ、ハチクマ |
| 404    | 13         | 3月22日            | スクープ特集 一致団結！ 助け合う生き物たち                           | ワオキツネザル、ハキリアリ、リカオン、ハイエナ |
| 405    | 14         | 3月29日            | 荒野の育メン鳥 恋に子育てに全力疾走！                                | ダーウィンレア、パンパスギツネ クルペオギツネ、カンムリカラカラ マゼランガン |
| 406    | 15         | 4月5日             | 密着！ ライオン母子 危険な2か月                                      | ライオン |
| 407    | 16         | 4月19日            | 海鳥ペンギン 森の【珍】子育て                                        | フィヨルドランドペンギン、ジェンツーペンギン |
| 408    | 17         | 4月26日            | 大都会にアユの楽園!? 多摩川                                          | アユ |
| 409    | 18         | 5月3日             | 猛毒タケノコが大好物！ 謎のサル                                      | キンイロジェントルキツネザル、ヒロバナジェントルキツネザル、ハイイロジェントルキツネザル、インドリ、ベローシファカ、マングース、タカ |
| 410    | 19         | 5月10日            | 一面真っ赤！ カニ5000万匹の大行進                                    | アカガニ、シロハラグンカンドリ、アシナガキアリ |
| 411    | 20         | 5月17日            | 大追跡！ 穴掘り珍獣ツチブタ                                          | ツチブタ |
| 412    | 21         | 5月24日            | 細長〜い口で生き残れ！ 奇妙なワニ                                    | インドガビアル |
| 413    | 22         | 5月31日            | 祖鳥の生き残り!? 翼にツメを持つ鳥                                    | ツメバケイ |
| 414    | 23         | 6月7日             | 狩る！ 守る！ 巨大ワニの素顔                                         | ナイルワニ |
| 415    | 24         | 6月14日            | 劇的！ 伝説の女王オオカミ                                            | ハイイロオオカミ |
| 416    | 25         | 6月21日            | シリーズ里山の宝石 美しきファイター！ 国蝶（こくちょう）オオムラサキ | オオムラサキ |
| 417    | 26         | 6月28日            | シリーズ里山の宝石 小さな“猛獣”ハンミョウ                            | ハンミョウ |
| 418    | 27         | 7月5日             | 厳冬の日本海 荒波と生きるハタハタ                                    | ハタハタ |
| 419    | 28         | 7月12日            | 頼るは“アカの他人”!? サルたちの不思議な関係                          | アカオザル、ブルーモンキー |
| 420    | 29         | 7月19日            | 発見！ 海水浴場の大自然                                              | イシダイ、ミジンベニハゼ、タコ、スズキ ホウボウ、ホタテウミヘビ、イセエビ マトウダイ、クサアジ、キアンコウ、ミノカサゴ |
| 421    | 30         | 7月26日            | ゾウより強い！ 翼で戦うツル                                          | ホオジロカンムリヅル |
| 422    | 31         | 8月2日             | 驚き！ 発見！ ヤドカリの素顔                                         | ホンヤドカリ |
| 423    | 32         | 8月9日             | ライオン兄弟 永遠の絆！                                              | ライオン |
| 424    | 33         | 8月16日            | ハチクマVSオオミツバチ 史上最大の決戦！                              | ハチクマ、オオミツバチ |
| 425    | 34         | 8月23日            | 地面をつつけ！ 沖縄 謎のキツツキ                                     | ノグチゲラ |
| 426    | 35         | 8月30日            | サバンナの大異変！ 負けるな母さんヒョウ                              | ヒョウ |
| 427    | 36         | 9月6日             | 極北の原野に生きる！ ホッキョクギツネ                                | ホッキョクギツネ、アカギツネ カナダガン、ホッキョクグマ シロイルカ、カラフトシシャモ トウゾクカモメ |
| 428    | 37         | 9月13日            | 新入りマングース大いなる野望                                         | コビトマングース |
| 429    | 38         | 9月20日            | 衝撃！ アフリカゾウVSライオン                                        | アフリカゾウ、ライオン シャカイハタオリ |
| 430    | 39         | 9月27日            | これぞ親子愛！ サンゴ礁に舞うアシカ                                  | オーストラリアアシカ |
| 431    | 40         | 10月4日            | サバンナの珍獣！ 岩山のバレリーナ                                    | クリップスプリンガー |
| 432    | 41         | 10月11日           | オスが出産!? 珍魚タツノオトシゴ                                      | タツノオトシゴ |
| 433    | 42         | 10月18日           | おしりに技あり!? 珍獣ウォンバット                                    | ヒメウォンバット |
| 434    | 43         | 10月25日           | 大自然に立ち向かえ！ 謎の大聖堂                                      | セイドウシロアリ |
| 435    | 44         | 11月1日            | 超危険！ キツネザルの針山生活                                        | カンムリキツネザル |
| 436    | 45         | 11月8日            | ガラパゴスで大進化！ 潜りをきわめた鳥                                | ガラパゴスコバネウ |
| 437    | 46         | 11月15日           | オットセイVSホホジロザメ 世界一危険な海の攻防                        | オットセイ、ホホジロザメ |
| 438    | 47         | 11月22日           | ライチョウを守れ！ ボディーガード大作戦                              | ライチョウ |
| 439    | 48         | 11月29日           | 消える！ 化ける！ 草食ガゼルの秘策                                   | グラントガゼル |
| 440    | 49         | 12月6日            | ネズミ退治に大活躍！ 人気者フクロウ                                  | メンフクロウ |
| 441    | 50         | 12月13日           | 毒魚だョ！ 全員集合 ゴンズイ玉                                       | ゴンズイ |

| 放送回 | 年内放送回 | 放送日   | サブタイトル                                     | 登場動植物 |
| ------ | ---------- | -------- | ------------------------------------------------ | --- |
| 442    | 1          | 1月10日  | 驚き！ 感動！ サル大特集                         | エチオピアンウルフ ゲラダヒヒ |
| 443    | 2          | 1月17日  | 命がけ！ 荒波に挑む 森のハト                     | アオバト |
| 444    | 3          | 1月24日  | 韓国のカワウソ 大復活の秘密！                    | ユーラシアカワウソ |
| 445    | 4          | 1月31日  | 大追跡！ 幻のユキヒョウ                          | ユキヒョウ、シベリアアイベックス イワシャコ、シベリアマーモット                                                                       |
| 446    | 5          | 2月7日   | 日本中の空へ！ コウノトリ復活最前線              | コウノトリ |
| 447    | 6          | 2月14日  | 超スロー！ 超危険！ 謎だらけのサル               | ジャワスローロリス |
| 448    | 7          | 2月21日  | 謎の金ぴかクワガタ 輝きの秘密                    | パプアキンイロクワガタ |
| 449    | 8          | 2月28日  | 夜空を舞え！ 甘党モモンガ                        | フクロギツネ、エゾモモンガ オオフクロモモンガ                                                                                         |
| 450    | 9          | 3月6日   | 砂漠に生きる！ 幻のオオカミ                      | アラビアオオカミ、シマハイエナ |
| 451    | 10         | 3月13日  | 世界遺産知床 オスグマ 王座を目指せ！             | ヒグマ |
| 452    | 11         | 3月20日  | 10周年スペシャル もう一度見たい！ 世界の珍獣     | ウォンバット、エリマキトカゲ カモノハシ、スカンク、ズキンアザラシ ハイラックス、ハシビロコウ、パンダ メガネザル、ヨーロッパオオナマズ |
| 453    | 12         | 3月27日  | 10周年スペシャル もう一度見たい！ 日本の生きもの | アホウドリ、オオサンショウウオ スズメ、ダイオウイカ、タヌキ、 ツシマヤマネコ、ニホンカモシカ ハチクマ、ヒグマ、ヤマネ                 |
| 454    | 13         | 4月3日   | 超スクープ！ ジャガーVS巨大ワニ 水中の激闘       | ジャガー、カピバラ、オオカワウソ |
| 455    | 14         | 4月10日  | トリック解明！ クジラの豪快マジック              | カツオクジラ |
| 456    | 15         | 4月24日  | 謎の“変顔鳥”タチヨタカ                           | タチヨタカ |
| 457    | 16         | 5月1日   | 密林の王者！ 伝説の巨大ワシ                      | オウギワシ |
| 458    | 17         | 5月8日   | お母さん頑張れ！ 世界最大のタコ 感動の子育て     | ミズダコ |
| 459    | 18         | 5月15日  | 強くなれ！ 風の山のラクダ                        | グアナコ |
| 460    | 19         | 5月22日  | 大探査！ 西之島 知られざる大自然                 | アオツラカツオドリ |
| 461    | 20         | 5月29日  | 歌って踊る！ “世界一美しい”クモ                  | クジャクグモ |
| 462    | 21         | 6月5日   | 走れ！ 走れ！ “道路”に生きる珍獣                 | アカハネジネズミ |
| 463    | 22         | 6月12日  | 常識はずれ！ タテガミを捨てたライオン            | ライオン（ツァボ国立公園） |
| 464    | 23         | 6月19日  | 東京湾 小さなカニの婚活大作戦！                  | チゴガニ |
| 465    | 24         | 6月26日  | 世界最小！ 幻のゾウを密林に追え！                | ボルネオゾウ |
| 466    | 25         | 7月3日   | 里山フル活用！ 生き残れイシガメ                  | イシガメ |
| 467    | 26         | 7月17日  | 悲願達成!? アホウドリ移住計画                    | アホウドリ |
| 468    | 27         | 7月24日  | 美魚ミノカサゴ 超キケンな素顔                    | ネッタイミノカサゴ |
| 469    | 28         | 8月28日  | 乾季のサバンナ 謎の楽園                          | アフリカゾウ、ヒョウ、リカオン |
| 470    | 29         | 9月4日   | 大きな顔が命！ 巨大フクロウ 謎の狩り             | カラフトフクロウ |
| 471    | 30         | 9月11日  | 1000万匹！ 巨大コウモリ 世界一の大集結           | ストローオオコウモリ |
| 472    | 31         | 9月18日  | 超キケン！ 里山の暴れんぼう鳥                    | ケリ |
| 473    | 32         | 9月25日  | 父はつらいよ！ 密林の忍者ザル                    | インドリ |
| 474    | 33         | 10月2日  | 町で大暴れ！ ビーバー騒動記                      | アメリカビーバー |
| 475    | 34         | 10月9日  | まさに職人！ 裁縫する鳥                          | サイホウチョウ |
| 476    | 35         | 10月16日 | 奇想天外！ 歩くサメ                              | インドネシアモンツキテンジクザメ |
| 477    | 36         | 10月23日 | 巨体をフル活用！ サバンナの怪鳥                  | アフリカオオノガン |
| 478    | 37         | 10月30日 | 探検！ びっくりコウモリワールド                  | チスイコウモリ |
| 479    | 38         | 11月6日  | イヌワシを守れ！ 子育て支援大作戦                | イヌワシ |
| 480    | 39         | 11月13日 | スクープ！ ヒョウ親子 巨大ナマズを狩る           | ヒョウ |
| 481    | 40         | 11月20日 | 潜入！ 秘密のネコワールド                        | ネコ |
| 482    | 41         | 11月27日 | 大発見！ 世界最小カメレオン                      | ミクロヒメカメレオン |
| 483    | 42         | 12月4日  | 密着2年！ 奇跡の白いライオン                     | ライオン |
| 484    | 43         | 12月11日 | 水面を跳ぶ！ かわいい忍者ガエル                  | ナガレガエル |
| 485    | 44         | 12月18日 | 驚き！ 感動！ 日本の生きもの2016                 | アオバト、ニホンイシガメ、ミズダコ |

| 放送回 | 年内放送回 | 放送日   | サブタイトル                                                     | 登場動植物                                                            |
| ------ | ---------- | -------- | ---------------------------------------------------------------- | --------------------------------------------------------------------- |
| 486    | 1          | 1月1日   | ダーウィンが来た！ お正月スペシャル めざせ！ 世紀の大スクープ    |                                                                       |
| 487    | 2          | 1月8日   | シリーズよみがえれ！ 恐竜（1） 史上最強！ ティラノサウルスの真実 | ティラノサウルス                                                      |
| 488    | 3          | 1月15日  | シリーズよみがえれ！ 恐竜（2） 初めて見た！ 日本の巨大恐竜       | 丹波竜（タンバティタニス）                                            |
| 489    | 4          | 1月22日  | 大変身！ 北海道 雪になった虫                                     | ユキムシ、トドノネオオワタムシ                                        |
| 490    | 5          | 1月29日  | 命がけの大産卵！ ハタVSサメ軍団                                  | マダラハタ                                                            |
| 491    | 6          | 2月5日   | アルプスのリス 天空の大決闘！                                    | アルプスマーモット                                                    |
| 492    | 7          | 2月12日  | 南の島のモンスター！ ヤシガニ                                    | ヤシガニ                                                              |
| 493    | 8          | 2月19日  | 巣を守れ！ アマゾン 鳥の大作戦                                   | キゴシツリスドリ                                                      |
| 494    | 9          | 2月26日  | ローマで急増！ 海を捨てたカモメ                                  | セグロカモメの仲間                                                    |
| 495    | 10         | 3月5日   | おみこしワッショイ！ ハリセンボン                                | ハリセンボン                                                          |
| 496    | 11         | 3月12日  | スリランカのサル 若オス“就活”物語                                | トクモンキー                                                          |
| 497    | 12         | 3月19日  | 田んぼが大好き！ 里山の珍魚ドジョウ                              | ドジョウ                                                              |
| 498    | 13         | 3月26日  | まるで恐竜！ バンコクの街なかを歩き回る                          | ミズオオトカゲ                                                        |
| 499    | 14         | 4月2日   | 瞬間移動!? チーター謎の狩り！                                    | チーター                                                              |
| 500    | 15         | 4月9日   | 強いぞ！ 日本の国鳥キジ                                          | キジ                                                                  |
| 501    | 16         | 4月16日  | 大口こそ命！ 海のエイリアン                                      | サーカスティックフリンジヘッド・エイリアンフィッシュ                  |
| 502    | 17         | 4月23日  | 魔法の食べもので生きるサル                                       | ザンジバルアカコロブス                                                |
| 503    | 18         | 4月30日  | スゴ技連発！ 砂漠の“トゲトゲ怪獣”                                | モロクトカゲ                                                          |
| 504    | 19         | 5月7日   | 謎のネジ型物体を追え！ サメは敵か？ 味方か？                     | ポートジャクソンネコザメ                                              |
| 505    | 20         | 5月14日  | 母の日スペシャル グッとくる！ たくましき母たち                   | ヒョウ、ゴマモンガラ、アカハナグマ                                    |
| 506    | 21         | 5月21日  | 都会が大好き！ ロンドンのハリネズミ                              | ヨーロッパハリネズミ                                                  |
| 507    | 22         | 5月28日  | センターをめざせ！ イワドリ恋の大バトル                          | イワドリ                                                              |
| 508    | 23         | 6月4日   | 水が大嫌い！ 珍魚・トビハゼ                                      | トビハゼ                                                              |
| 509    | 24         | 6月11日  | キリンと対決！ 砂漠ライオン5兄弟                                 | ライオン                                                              |
| 510    | 25         | 6月18日  | 父の日スペシャル 驚きいっぱい！ 育メン父さん大集合               | インドリ、タツノオトシゴ、トサカレンカク                              |
| 511    | 26         | 6月25日  | 毒ヘビを狩る！ 田んぼの王者 タガメ                               | タガメ                                                                |
| 512    | 27         | 7月2日   | 地味にスゴイ！ 謎の動物トピ 決死のお見合いパーティー             | トピ                                                                  |
| 513    | 28         | 7月9日   | 驚き!!大都会のカワウソ家族                                       | ビロードカワウソ                                                      |
| 514    | 29         | 7月16日  | シチメンチョウになった男 人と動物のふしぎな絆                    | シチメンチョウ                                                        |
| 515    | 30         | 7月23日  | 追跡！ 海を泳ぐカンガルーの謎                                    | オオカンガルー                                                        |
| 516    | 31         | 7月30日  | かくれんぼ名人！ 葉っぱになった虫                                | コノハムシ                                                            |
| 517    | 32         | 8月6日   | ミーアキャット 母と娘のオキテ                                    | ミーアキャット                                                        |
| 518    | 33         | 8月13日  | 夏休みスペシャル 体感！ 夜の動物園＆水族館                       | カバ・ライオン・イルカ・チンパンジー ・キリン・シマフクロウ・オオカミ |
| 519    | 34         | 8月20日  | ノリノリ！ 謎のダンサー鳥                                        | アメリカヤマシギ                                                      |
| 520    | 35         | 8月27日  | モロッコに和風ザル!? オスの子守大作戦                            | バーバリーマカク                                                      |
| 521    | 36         | 9月3日   | 巨大ヒグマ密集地帯！ 新米ママの挑戦                              | ヒグマ                                                                |
| 522    | 37         | 9月10日  | 住まいは東京！ 戦うアイドル カイツブリ                           | カイツブリ                                                            |
| 523    | 38         | 9月24日  | スギが大好き！ ニホンモモンガ                                    | ニホンモモンガ                                                        |
| 524    | 39         | 10月1日  | 白黒つけます！ シマウマの謎                                      | シマウマ                                                              |
| 525    | 40         | 10月8日  | なぜ富士山に？ 草原のヒバリ                                      | ヒバリ                                                                |
| 526    | 41         | 10月15日 | 決め手は○○！ 小さなカニ 恋の大作戦                               | ハクセンシオマネキ                                                    |
| 527    | 42         | 10月29日 | 高速道路に5000羽!? サギ大集結                                    | サギ                                                                  |
| 528    | 43         | 11月5日  | 大人気！ チンアナゴ珍生活                                        | チンアナゴ                                                            |
| 529    | 44         | 11月12日 | ネコ大特集！（1） 男はつらいよ！                                 | イエネコ                                                              |
| 530    | 45         | 11月19日 | ネコ大特集！（2） 荒ぶるオスの真実                               | イエネコ                                                              |
| 531    | 46         | 11月26日 | 食虫植物×アリ 秘密のコラボ                                       | ウツボカズラ・アリ                                                    |
| 532    | 47         | 12月3日  | まるで虫！ 世界最小マメハチドリ                                  | マメハチドリ                                                          |
| 533    | 48         | 12月10日 | 鳥が海に突撃！ 青足の弾丸ハンター                                | アオアシカツオドリ                                                    |
| 534    | 49         | 12月17日 | 徹底比較！ ヒラメとカレイ                                        | ヒラメ・マコガレイ                                                    |

| 放送回 | 年内放送回 | 放送日   | サブタイトル                                      | 登場動植物 |
| ------ | ---------- | -------- | ------------------------------------------------- | --- |
| 535    | 1          | 1月7日   | 驚き！ 感動！ 世界のイヌ 大特集                   | エチオピアンウルフ・アビシニアジャッカル・ヤブイヌ・セグロジャッカル                                                                          |
| 536    | 2          | 1月14日  | 密着！ 幻の白いオオカミ                           | ホッキョクオオカミ |
| 537    | 3          | 1月21日  | 怪物も！ 神様も！ 冬の能登 びっくり生物大集合     | ミズダコ・ムラサキダコ・ホテイウオ |
| 538    | 4          | 1月28日  | キバで戦う！ クワガタバチ                         | オオキバドロバチ |
| 539    | 5          | 2月4日   | 密着！ 東京の大自然 秋の奥多摩でスクープを狙え！  | カケス・クマタカ・ハチクマ・ニホンザル・タヌキ・ツキノワグマ                                                                                  |
| 540    | 6          | 3月4日   | 海のチアリーダー！ キンチャクガニ                 | キンチャクガニ |
| 541    | 7          | 3月18日  | 匠の技で生きる！ 里山のもふもふ鳥エナガ           | エナガ |
| 542    | 8          | 3月25日  | 大捜索！ 謎の空飛ぶ十字架                         | トウザヨリ・トビウオ |
| 543    | 9          | 4月1日   | まんまる！ 謎のマヌルネコ                         | マヌルネコ |
| 544    | 10         | 4月8日   | 神社の島へGO！ 青森ウミネコ物語                   | ウミネコ |
| 545    | 11         | 4月15日  | 超カラフル顔！ マンドリル                         | マンドリル |
| 546    | 12         | 4月22日  | 潜入！ 動物カメラ大特集                           | ミナミゾウアザラシ・ツキノワグマ・オオミズナギドリ                                                                                            |
| 547    | 13         | 4月29日  | 目からビーム！ トカゲの仰天護身術                 | ツノトカゲ |
| 548    | 14         | 5月6日   | 世界初撮影！ 幻のイルカ大集結                     | アマゾンカワイルカ |
| 549    | 15         | 5月13日  | 密着！ 東京の大自然 奥多摩 生きものたちの熱〜い冬 | クマタカ・ナガレタゴガエル |
| 550    | 16         | 5月20日  | ネコ科No.1の成功者！ ヒョウの秘密                 | ヒョウ |
| 551    | 17         | 5月27日  | 翼で子育て がんばれ！ タマシギ父さん              | タマシギ |
| 552    | 18         | 6月3日   | 巨大イグアナ 大繁栄の秘密                         | グリーンイグアナ |
| 553    | 19         | 6月10日  | 密着30年 知られざるツキノワグマ                   | ツキノワグマ |
| 554    | 20         | 6月17日  | 波乱万丈！ ディンゴ家族                           | ディンゴ |
| 555    | 21         | 6月24日  | 海の名ドクター！ ホンソメ先生の正体               | ホンソメワケベラ |
| 556    | 22         | 7月1日   | 意外に弱い!? ヒアリの素顔                         | ヒアリ |
| 557    | 23         | 7月15日  | 都会で発見！ 絶滅危惧種ウナギ                     | ニホンウナギ |
| 558    | 24         | 7月22日  | 密着4年！ ワオキツネザル 母の絆                   | ワオキツネザル |
| 559    | 25         | 7月29日  | かわいい！ 謎の新種オリンギート                   | オリンギート |
| 560    | 26         | 8月5日   | 夏休みスペシャル 超豪華！ 夏の夜の主役たち大集合  | コウロコフウチョウ・クジャクグモ・アメリカヤマシギ ムラサキダコ・エイリアンフィッシュ・タチヨタカ・ホタル・ヒカリキンメダイ・オオヒカリキンメ |
| 561    | 27         | 8月12日  | 密着！ 東京の大自然 春の奥多摩で謎解き大冒険      | クマタカ・ミゾゴイ・ツキノワグマ |
| 562    | 28         | 8月19日  | 奇想天外！ 珍虫たちのサバイバル                   | カリプトケファラ・ナナフシ・マンマルコガネ ヒメゾウムシ・ムシノフンゼミ・ツユムシ・アシナガバチ                                               |
| 563    | 29         | 8月26日  | 初公開！ 謎のバンザイ珍獣                         | ヒメアリクイ |
| 564    | 30         | 9月2日   | ジャンプ大好き！ スプリングボック                 | スプリングボック |
| 565    | 31         | 9月9日   | 小笠原に大集合！ 超激レア生物                     | ダイオウイカ |
| 566    | 32         | 9月16日  | 激闘！ イタリア"野生馬"                           | ジャーラウマ |
| 567    | 33         | 9月23日  | アマゾン奥地で発見！ 秘密の怪魚ワールド           | タライロン・ページュ・カショーロ デンキウナギ・ピーコックバス・ピララーラ                                                                     |
| 568    | 40         | 10月7日  | 住まいは東京！ 幻のタカ                           | ツミ |
| 569    | 41         | 10月14日 | 進化するだまし合い！ 鳥の托（たく）卵最前線       | カッコウ・ミツオシエ・マダラカンムリカッコウ                                                                                                  |
| 570    | 42         | 10月21日 | ヒナを守れ！ 島を作る鳥                           | ツノオオバン |
| 571    | 43         | 10月28日 | 踊る！ 浜辺のダンサー鳥                           | フエコチドリ |
| 572    | 44         | 11月4日  | 巨大ゾウ キリマンジャロを登る！                   | アフリカゾウ |
| 573    | 45         | 11月11日 | ご注意！ 海の超キケン生物                         | アンボイナ・ダツ・ダルマザメ |
| 574    | 43         | 11月18日 | 残念じゃない！ 人気者サイの秘密                   | シロサイ |
| 575    | 45         | 11月25日 | 密着！ 東京の大自然 夏の奥多摩でお宝を探せ！      | クマタカ・ミゾゴイ・サワガニ・ヤマトタマムシ・アオバズク                                                                                      |
| 576    | 46         | 12月2日  | 救世主はフクロウ！ 青森リンゴ園                   | フクロウ |
| 577    | 47         | 12月9日  | 大発見！ 密林に謎のモニュメント                   | カンムリニワシドリ |
| 578    | 48         | 12月16日 | 赤ちゃんが平和を守る！ ベニガオザル               | ベニガオザル |

| 放送回 | 年内放送回 | 放送日   | サブタイトル                                                  | 登場動植物                                                                                             |
| ------ | ---------- | -------- | ------------------------------------------------------------- | --- |
| 579    | 1          | 1月6日   | 知って大吉！ 干支（えと）のイノシシ大特集！                   | イノシシ                                                                                               |
| 580    | 2          | 1月13日  | ナニコレ!? 傘に化ける鳥                                       | クロコサギ                                                                                             |
| 581    | 3          | 1月20日  | 数百万匹の大乱舞 奇跡の絶景！ ティサの開花                    | オナガカゲロウ                                                                                         |
| 582    | 4          | 1月27日  | オウムが歌う！ 踊る！ ドラムを叩く!!                          | ヤシオウム                                                                                             |
| 583    | 5          | 2月3日   | 歩く掘削機!? 珍獣ツチブタ」                                   | ツチブタ                                                                                               |
| 584    | 6          | 2月10日  | 全力スクープ 追跡！ クロマグロ大産卵」                        | クロマグロ                                                                                             |
| 585    | 7          | 2月17日  | 絶壁のクライマー！ ボウズハゼ                                 | ボウズハゼ                                                                                             |
| 586    | 8          | 2月24日  | 仁義なき“女たちの戦い”ワオキツネザル                          | ワオキツネザル                                                                                         |
| 587    | 9          | 3月3日   | 守れ！ オオサンショウウオ 豪雨からの復活大作戦!!              | オオサンショウウオ                                                                                     |
| 588    | 10         | 3月10日  | まさにオール電化！ 珍魚デンキウナギ」                         | デンキウナギ                                                                                           |
| 589    | 11         | 3月17日  | 地上最大の対決！ セイウチvsホッキョクグマ                     | セイウチ・ホッキョクグマ                                                                               |
| 590    | 12         | 3月24日  | 落ちたら最後！ アリジゴク」                                   | ウスバカゲロウ・アリジゴク                                                                             |
| 591    | 13         | 3月31日  | 100万匹が大集結！ 謎の魚群を追え                              | ボラ                                                                                                   |
| 592    | 14         | 4月7日   | ビッグキャット 繁栄の秘密（1） 最強ハンターたちの戦略         | トラ・ユキヒョウ・チーター・ジャガー                                                                   |
| 593    | 15         | 4月14日  | ビッグキャット 繁栄の秘密（2） 果てしなきライバルたちとの闘い | ライオン・ヒョウ・サーベルタイガー                                                                     |
| 594    | 16         | 4月21日  | 知床に大集結！ 海の王者シャチ                                 | シャチ                                                                                                 |
| 595    | 17         | 4月28日  | 世界初調査！ 東京の秘境 孀婦（そうふ）岩                      | ウミコオロギ・ハサミムシ                                                                               |
| 596    | 18         | 5月5日   | ペンギン 砂の荒野で戦う！                                     | マゼランペンギン                                                                                       |
| 597    | 19         | 5月12日  | 最高の相棒！ イヌと人                                         | パリア犬・モンゴリアン・バンホール・ブラッドハウンド・アナトリアン・シェパード・ドッグ                 |
| 598    | 20         | 5月19日  | 世界でも奈良だけ！ 野生のシカ 古都に生きる                    | ニホンジカ                                                                                             |
| 599    | 21         | 5月26日  | 密着！ 南極生きもの大調査                                     | アデリーペンギン・コケボウズ                                                                           |
| 600    | 22         | 6月2日   | 激レア生物続々！ 深海大冒険                                   | ヒョウモンシャチブリ                                                                                   |
| 601    | 23         | 6月9日   | 赤ちゃんに初密着！ ライオン びっくり育児術                    | ライオン                                                                                               |
| 602    | 24         | 6月16日  | 北海道 リスvs.カラス 樹上の攻防戦                             | エゾリス                                                                                               |
| 603    | 25         | 6月23日  | 熱帯のミステリー 踊る！ 漆黒の人面鳥                          | タンビカンザシフウチョウ                                                                               |
| 604    | 26         | 6月30日  | 世界最大のサンゴ礁 月が導く大産卵                             | サンゴ・アオウミガメ                                                                                   |
| 605    | 27         | 7月7日   | 発見続々！ 日本は恐竜王国だった                               | むかわ竜                                                                                               |
| 606    | 28         | 7月14日  | 世界初追跡！ コビトカバ                                       | コビトカバ                                                                                             |
| 607    | 29         | 7月21日  | ネコ大特集！ “女王”波乱の交代劇                               | ネコ                                                                                                   |
| 608    | 30         | 7月28日  | 生きものの楽園！ 磯遊びにレッツギョ〜！                       | ナベカ・フジツボ                                                                                       |
| 609    | 31         | 8月11日  | 大冒険！ 南硫黄島 はるかなる進化の物語                        | クロウミツバメ・オーストンウミツバメ・アカアシカツオドリ・オガサワラオオコウモリ・コダマキバサナギガイ |
| 610    | 32         | 8月18日  | 東京生きもの調査隊 春編                                       | ヒキガエル・タヌキ・ツバメ                                                                             |
| 611    | 33         | 8月25日  | 素潜りで迫る！ クジラの新伝説                                 | ザトウクジラ                                                                                           |
| 612    | 34         | 9月1日   | ワオキツネザル 期間限定！ ぐうたらオスが大変身                | ワオキツネザル                                                                                         |
| 613    | 35         | 9月8日   | 東京に出没！ 緑のインコ軍団                                   | ワカケホンセイインコ                                                                                   |
| 614    | 36         | 9月15日  | ハチドリ怪事件 消えた卵とタカの正体                           | ノドグロハチドリ                                                                                       |
| 615    | 37         | 9月22日  | 動物大集合！ 秘密の多摩川                                     | ニホンイタチ・タヌキ                                                                                   |
| 616    | 38         | 9月29日  | 爆走鳥！ ロードランナー                                       | ロードランナー                                                                                         |
| 617    | 39         | 10月6日  | 奈良ならでは！ 古都のシカ 命つなぐ戦い                        | ニホンジカ                                                                                             |
| 618    | 40         | 10月27日 | 23年ぶりの大調査！ 南極 巨大生物の海                          | クジラ・イカ・オキアミ                                                                                 |
| 619    | 41         | 11月3日  | 超カラフル！ ダンゴウオの謎                                   | ダンゴウオ                                                                                             |
| 620    | 42         | 11月10日 | 東京生きもの調査隊 秋だけど夏編                               | アブラコウモリ・ハシボソガラス・ツバメ・アブラゼミ                                                     |
| 621    | 43         | 11月17日 | 足元で合戦！ サムライアリ                                     | サムライアリ・クロヤマアリ                                                                             |
| 622    | 44         | 11月24日 | 学校が決め手！ ハイエナ大繁栄の秘密                           | ブチハイエナ                                                                                           |
| 623    | 45         | 12月1日  | アフリカ大中継スペシャル                                      | ライオン・クロサイ                                                                                     |
| 624    | 46         | 12月8日  | がんばらないで1億年！ 古代魚ガー                              | ガー                                                                                                   |
| 625    | 47         | 12月15日 | 生きものが放つ！ 光の大絶景スペシャル                         | ホタル・ヒカリキンメダイ                                                                               |

| 放送回 | 年内放送回 | 放送日   | サブタイトル                                          | 登場動植物 |
| ------ | ---------- | -------- | ----------------------------------------------------- | --- |
| 626    | 1          | 1月5日   | チューもく！ 干支（えと）のネズミ大特集               | ネズミ・モモンガ・ヤマアラシ・ビーバー・プレーリードッグ                                                             |
| 627    | 2          | 1月19日  | 南米の獣人!? 幻のクマに遭遇                           | メガネクマ |
| 628    | 3          | 1月26日  | オシドリ母さん街の緑に生きる                          | オシドリ |
| 629    | 4          | 2月2日   | みんな大好き！ サケのひみつ                           | サケ |
| 630    | 5          | 2月9日   | 大冒険！ 清流の抱きつきガエル                         | ナガレヒキガエル |
| 631    | 6          | 2月16日  | 謎の深海魚幽霊ザメを追え！                            | ギンザメ |
| 632    | 7          | 2月23日  | さかなクンと解明！ クロマグロ噂の真相」               | クロマグロ |
| 633    | 8          | 3月1日   | 大群こそ生きる道！ ムクドリ                           | ムクドリ |
| 634    | 9          | 3月8日   | ヘンテコすぎる謎のクチバシ！                          | ハサミアジサシ |
| 635    | 10         | 3月15日  | 都会に進出！ 森の小鳥シジュウカラ                     | シジュウカラ |
| 636    | 11         | 3月22日  | アンビリーバボー！ クラゲの超世界                     | クラゲ |
| 637    | 12         | 3月29日  | 200万羽が大集結！ 干満差世界一の海                    | ヒレアシトウネン |
| 638    | 13         | 4月5日   | 潜入！ 波乱のライオン学園                             | ライオン |
| 639    | 14         | 4月12日  | 世紀の大発見！ 珍恐竜デイノケイルス                   | デイノケイルス |
| 640    | 15         | 4月19日  | なぜ？ 荒野を走るペンギン                             | ペンギン |
| 641    | 16         | 4月26日  | 台風で出現！ 多摩川秘密の楽園                         | |
| 642    | 17         | 5月3日   | 出発進行！ 謎のハリモグラ列車                         | ハリモグラ |
| 643    | 18         | 5月10日  | 北極で大発見！ 超知性派恐竜                           | トロオドン |
| 644    | 19         | 5月17日  | 屋久島伝説の超巨大杉」                                | 屋久杉 |
| 645    | 20         | 5月24日  | クシャミで団結！ 狩りの名手リカオン                   | リカオン |
| 646    | 21         | 5月31日  | 密着2年！ ヤンバルクイナ保護作戦                      | ヤンバルクイナ |
| 647    | 22         | 6月7日   | 巨岩のロストワールド                                  | |
| 648    | 23         | 6月14日  | 東京の生きものを大調査！                              | |
| 649    | 24         | 6月21日  | イタリア・名産チーズの里は鳥たちの王国！              | |
| 650    | 25         | 6月28日  | 南米で目撃！ ホタル謎の大乱舞                         | |
| 651    | 26         | 7月5日   | 変顔で戦え！ 〇珍サル                                 | ゲラダヒヒ |
| 652    | 27         | 7月12日  | 魚が鳥を襲う！ 100万羽の壮絶子育て                    | セグロアジサシ |
| 653    | 28         | 7月19日  | 今こそ見たい！ 日本の生きものスペシャルTemplate:Efgn2 | |
| 654    | 29         | 8月2日   | 大冒険！ 清流の抱きつきガエル                         | ナガレヒキガエル |
| 655    | 30         | 8月9日   | ひっつかない！ コバンザメ謎の大集結                   | コバンザメ |
| 656    | 31         | 8月16日  | 世界一危険!? 野生のカバに密着1年！                    | カバ |
| 657    | 32         | 8月23日  | ツノダシ 謎の大集結に迫る！                           | ツノダシ |
| 658    | 33         | 8月30日  | 大激突！ ビッグホーン！                               | ビッグホーン |
| 659    | 34         | 9月13日  | かわいい！ すごい！ 動物赤ちゃん大集合                | |
| 660    | 35         | 9月20日  | 天空のフラミンゴ 謎の赤い湖に集結！                   | フラミンゴ |
| 661    | 36         | 9月27日  | 黄金のサル とびっきりの仲良し家族                     | ゴールデンライオンタマリン                                                                                           |
| 662    | 37         | 10月4日  | 最強の弱虫!? ピラニアの真実                           | ピラニア |
| 663    | 38         | 10月11日 | 敵か味方か？ 謎の巨大ゾウ                             | アジアゾウ |
| 664    | 39         | 10月18日 | アフリカ最古の湖！ 魚たちの奇妙な子育て大作戦         | カリプテルス |
| 665    | 40         | 10月25日 | カリブ海に大集結！ 巨大魚のミステリースポット         | ジンベエザメ、バショウカジキ                                                                                         |
| 666    | 41         | 11月1日  | 海で泳ぐ！ 狩る！ 謎のオオカミ                        | オオカミ |
| 667    | 42         | 11月15日 | ダーウィンが来ちゃった！ 拡大スペシャル               | |
| 668    | 43         | 11月22日 | ホッキョクグマ母子 600㎞の危険な旅                    | ホッキョクグマ |
| 669    | 44         | 11月29日 | 東京で復活中！ 絶滅危惧種コアジサシ                   | コアジサシ |
| 670    | 45         | 12月6日  | 標高5000m！ 秘境に生きる幻のオオカミ                  | チベットオオカミ |
| 671    | 46         | 12月13日 | 追跡！ ヤリイカ 10万匹の大集結                        | ヤリイカ |
| 672    | 47         | 12月20日 | 漁港で大発見！ 幼魚のワンダーワールド                 | |
| SP     | 48         | 12月27日 | ワンパコどーもDEおといつ＆ダーウィンが来た！          | ワンワン、ほのぼのさん、どーもくん、ななみちゃん、斉藤慎二、大原ゆい子、大橋彩香、シュッシュ、ポッポ、ゆめ、たいせい |
| 673    | 49         | 12月27日 | まるで異世界！ 神秘の水中洞窟                         | |

| 放送回 | 年内放送回 | 放送日   | サブタイトル                                                        | 登場動植物                                     |
| ------ | ---------- | -------- | ------------------------------------------------------------------- | ---------------------------------------------- |
| 674    | 1          | 1月3日   | お正月 干支（えと）のウシ大特集！ 追跡！ 幻の“野生牛”               | ウシ                                           |
| 675    | 2          | 1月10日  | さかなクンと大研究！ フグ最強伝説                                   | フグ                                           |
| 676    | 3          | 1月17日  | 雪をフル活用！ 北海道 ユキウサギ                                    | ユキウサギ                                     |
| 677    | 4          | 1月24日  | 動物たちが大集合 密着！ 謎の水たまり                                | クマタカ、アオバト、テン、シカ、ツキノワグマ   |
| 678    | 5          | 1月31日  | ヘラクレスオオカブト 謎の大集結！                                   | ヘラクレスオオカブト                           |
| 679    | 6          | 2月7日   | 史上最強！ 海の王者モササウルス                                     | モササウルス                                   |
| 680    | 7          | 2月21日  | マジカル・ミステリー・きのこ・ツアー                                | きのこ                                         |
| 681    | 8          | 2月28日  | クジラを追う！ 謎の巨大ザメ大追跡                                   | ヨゴレ                                         |
| 682    | 9          | 3月7日   | 震災から10年 奇跡の復活！ 三陸の生きものたち                        |                                                |
| 683    | 10         | 3月14日  | 怪獣上陸！ オオウナギ                                               | オオウナギ                                     |
| 684    | 11         | 3月21日  | 大調査！ 知ってびっくりメダカの秘密                                 | メダカ                                         |
| 685    | 12         | 3月28日  | かわいいのに最強!? テントウムシ                                     | テントウムシ                                   |
| 686    | 13         | 4月4日   | 巨大生物集う謎の海 シャチ対シロナガスクジラ                         | シャチ、シロナガスクジラ                       |
| 687    | 14         | 4月11日  | 巨大生物集う謎の海 ダイオウイカ潜む魔境                             | ダイオウイカ                                   |
| 688    | 15         | 4月18日  | 大進化！ 最強アノマロカリス                                         | アノマロカリス                                 |
| 689    | 16         | 4月25日  | 北海道で急増中！ ラッコの謎                                         | ラッコ                                         |
| 690    | 17         | 5月2日   | 新生活様式!? 群れるチーター                                         | チーター                                       |
| SP     | 18         | 5月5日   | 15周年SP 「その手があった！ 絶滅レスキュー大作戦」                  |                                                |
| 691    | 19         | 5月9日   | 密着3年！ 群れるチーター “絆”の物語                                 | チーター                                       |
| 692    | 20         | 5月16日  | 謎の怪現象！ ホタテ大集結                                           | ホタテ貝                                       |
| 693    | 21         | 5月23日  | 聞いてびっくり！ 鳥語講座                                           | シジュウカラ、ヤマガラ                         |
| 694    | 22         | 5月30日  | 虫と激闘！ 謎のミクロ珍獣                                           | トウキョウトガリネズミ                         |
| 695    | 23         | 6月6日   | サバンナのオオカミ 落ちこぼれゼロ教育                               | キンイロオオカミ                               |
| 696    | 24         | 6月13日  | 珍獣フクロネコと暮らしてみた!?                                      | フクロネコ                                     |
| 697    | 25         | 6月20日  | 知らなかった！ カタツムリ大研究                                     | カタツムリ                                     |
| 698    | 26         | 6月27日  | 小笠原で大追跡！ 港に群れる謎の巨大ザメ                             | シロワニ                                       |
| 699    | 27         | 7月4日   | 植物すごいぜ！ 緑の超世界へ大冒険                                   |                                                |
| 700    | 28         | 7月11日  | 世界自然遺産へ 奄美・沖縄 豊かな森の秘密                            | アマミノクロウサギ、ヤンバルクイナ、ノグチゲラ |
| 701    | 29         | 7月18日  | 世界自然遺産へ 西表島 ヤマネコの謎と宝の森                          | イリオモテヤマネコ                             |
| 702    | 30         | 8月22日  | 日本で大発見！ 恐竜新世界                                           | ティラノサウルス                               |
| 703    | 31         | 9月12日  | 不思議いっぱい！ 鳴く虫の演奏会                                     | スズムシ、コオロギ                             |
| 704    | 32         | 9月19日  | ダーウィンが来ちゃった！ スペシャル                                 |                                                |
| 705    | 33         | 9月26日  | 世界初スクープ！ スナメリ謎の大集結                                 | スナメリ                                       |
| 706    | 34         | 10月3日  | 海が大好き！ 知床キタキツネ大家族                                   | キタキツネ                                     |
| 707    | 35         | 10月10日 | 街に大進出！ 青い鳥の謎                                             | イソヒヨドリ                                   |
| 708    | 36         | 10月17日 | “新ワザ”のウラ事情！ 謎解きスペシャル                               | ナマズ、サメ                                   |
| 709    | 37         | 10月24日 | カワイイ動物赤ちゃん大特集！ 2021                                   |                                                |
| 710    | 38         | 11月7日  | 東京生きもの調査隊 第4弾                                            |                                                |
| 711    | 39         | 11月14日 | 最果てのハンター！ ピューマ                                         | ピューマ                                       |
| 712    | 40         | 11月21日 | ダーウィンが来ちゃった！ スペシャル 「車にカキ!? 謎の事件を大捜査」 |                                                |
| 713    | 41         | 11月28日 | さかなクンイチ押し スゴ技ハンター！ ヘラヤガラ                      | ヘラヤガラ                                     |
| 714    | 42         | 12月5日  | 東京 多摩川 生きものを呼ぶ！ 秘密の流木                             | ハヤブサ、オオタカ、イタチ                     |
| 715    | 43         | 12月12日 | 100万羽の海鳥大乱舞 北海道 天売島                                   | ウトウ                                         |
| 716    | 44         | 12月19日 | ややこしい！ 荒野のマントヒヒ                                       | マントヒヒ                                     |
| 717    | 45         | 12月26日 | 仰天！ ウミガメ100万匹の大上陸                                      | ウミガメ                                       |

| 放送回 | 年内放送回 | 放送日   | サブタイトル                                                       | 登場動植物           |
| ------ | ---------- | -------- | ------------------------------------------------------------------ | -------------------- |
| 718    | 1          | 1月9日   | お正月特集 トラ最強伝説！                                          | トラ                 |
| 719    | 2          | 1月16日  | 衝撃の狩り！ “海の悪魔”アンコウ                                    | アンコウ             |
| 720    | 3          | 1月23日  | かわいい北欧の悪魔!? 珍獣クズリ                                    | クズリ               |
| 721    | 4          | 1月30日  | 衝撃映像連発 潜入！ サメの楽園                                     | サメ                 |
| 722    | 5          | 2月13日  | マジカル・ミステリー・きのこ・ツアー2                              | きのこ               |
| 723    | 6          | 2月20日  | 大人気！ 生きものを呼ぶ庭の秘密                                    |                      |
| 724    | 7          | 2月27日  | ニシン復活！ 伝説の白い海                                          | ニシン               |
| 725    | 8          | 3月6日   | 珍絶景！ 珍生物！ 砂漠のミステリー                                 |                      |
| 726    | 9          | 3月13日  | ダーウィンが来た！ 15周年（1） みんなで選ぶ！ リクエストスペシャル |                      |
| 727    | 10         | 3月20日  | 15周年 世界初映像大放出スペシャル                                  |                      |
| 728    | 11         | 3月27日  | 用水路で守れ！ 幻の魚アユモドキ                                    | アユモドキ           |
| 729    | 12         | 4月3日   | 海を貫く！ 幻の巨大ホッケ柱                                        | ホッケ               |
| 730    | 13         | 4月10日  | 崖も登れば木も登る！ 秘島の森ペンギン                              | スネアーズペンギン   |
| 731    | 14         | 4月17日  | 転職に総選挙!? 秘密のミツバチ                                      | ミツバチ             |
| 732    | 15         | 5月1日   | なんだこりゃ!!日本各地で謎の大集結SP                               | トド、サル、クジラ   |
| 733    | 16         | 5月8日   | 世界初撮影！ カマキリが鳥を狩る                                    | カマキリ             |
| 734    | 17         | 5月15日  | 多摩川で大スクープ 鳥が裁縫をした！                                | セッカ               |
| 735    | 18         | 5月22日  | 密着！ 断崖絶壁の超希少ザル                                        | シロアタマラングール |
| 736    | 19         | 5月29日  | 最強軍団！ オオスズメバチの真実                                    | オオスズメバチ       |
| 737    | 20         | 6月5日   | 雪が爆発!? 忍者エゾライチョウ                                      | エゾライチョウ       |
| 738    | 21         | 6月12日  | 実はすごい！ 身近なアマガエル 意外な素顔                           | アマガエル           |
| 739    | 22         | 6月19日  | 群れの王を目指せ！ 新米ニホンザル奮闘記                            | ニホンザル           |
| 740    | 23         | 6月26日  | 大火災で激変！ コアラの今                                          | コアラ               |
| 741    | 24         | 7月3日   | 大噴火で一変！ 西之島 最新報告                                     |                      |
| 742    | 25         | 7月10日  | 東京生きもの調査隊 赤ちゃんを守れ！ 幼稚園のムササビ               | ムササビ             |
| 743    | 26         | 7月17日  | 海のスペクタクル！ イワシ大移動                                    | イワシ               |
| 744    | 27         | 7月24日  | ダーウィンが来ちゃった！ スペシャル                                |                      |
| 745    | 28         | 7月31日  | カメ界の異端児 スッポンの真実                                      | スッポン             |
| 746    | 29         | 8月7日   | カラフルでミラクル★海の大スター！ ヒトデ                           | ヒトデ               |
| 747    | SP         | 8月14日  | 不思議いっぱい！ 鎌倉生きもの調査隊                                |                      |
| 748    | 30         | 8月18日  | 夏スペシャル 新種発見！ 身近に潜む大スクープ                       |                      |
| 749    | 31         | 8月21日  | のほほ〜んマンボウ！ びっくり新常識                                | マンボウ             |
| 750    | 32         | 8月28日  | ゾウが生み出す!? 命ひしめく水場                                    | ゾウ                 |
| 751    | 33         | 9月4日   | 生きものたちの大草原 阿蘇                                          |                      |
| 752    | 34         | 9月11日  | ライチョウ 幻の生息地復活作戦                                      | ライチョウ           |
| 753    | 35         | 9月25日  | 密着5年 異色の群れチーター 衝撃の結末                              | チーター             |
| 754    | 36         | 10月2日  | 小笠原で大スクープ！ 陸で狩りをするタコ                            | タコ                 |
| 755    | 37         | 10月9日  | 魚を狩るタカ ミサゴ夫婦の波乱の子育て                              | ミサゴ               |
| 756    | 38         | 10月16日 | バズった生きもの大調査SP                                           |                      |
| 757    | 39         | 10月23日 | 見たい！ 知りたい！ “雪の妖精”シマエナガ                           | シマエナガ           |
| 758    | 40         | 10月30日 | 海を支える“砂の魚”珍ライフ                                         | イカナゴ             |
| 759    | 41         | 11月6日  | かわいい！ スゴイ！ 動物赤ちゃん大集合2022                         |                      |
| 760    | 42         | 11月13日 | 日本で急増中！ おしゃれ水鳥の柔軟ライフ                            | カンムリカイツブリ   |
| 761    | 43         | 11月20日 | 必殺技は熱殺蜂球!? 秘密のミツバチ2                                 | ミツバチ             |
| 762    | 44         | 11月27日 | 大追跡！ 謎の登山ガエル                                            | カエル               |
| 763    | 45         | 12月4日  | 目指せ高山！ ライチョウ里帰り大作戦                                | ライチョウ           |
| 764    | 46         | 12月11日 | けなげで華麗！ 巧妙すぎるぜカメムシ                                | カメムシ             |
| 765    | 47         | 12月18日 | 星野道夫が見た 幻のトナカイ大集結！                                | トナカイ             |

| 放送回 | 年内放送回 | 放送日   | サブタイトル                                                                        | 登場動植物                                   |
| ------ | ---------- | -------- | ----------------------------------------------------------------------------------- | -------------------------------------------- |
| 766    | 1          | 1月8日   | お正月特集 激レア!? 日本のウサギ大捜索                                              | ウサギ                                       |
| 767    | 2          | 1月15日  | なんだこりゃ!!北海道で怪現象スペシャル                                              |                                              |
| 768    | 3          | 1月22日  | オランダ大干拓地 キツネとガンの知恵くらべ                                           | キツネ、ガン                                 |
| 769    | 4          | 1月29日  | 里山で追跡！ 鳥たちの衝撃ハンティング                                               | アカショウビン、ブッポウソウ                 |
| 770    | 5          | 2月5日   | 怪魚オオカミウオ 巨大な口で砕く！ 守る！                                            | オオカミウオ                                 |
| 771    | 6          | 2月12日  | 生きものたちの“恋愛事情”スペシャル                                                  |                                              |
| 772    | 7          | 2月19日  | 解明！ 本当のニホンオオカミ                                                         | ニホンオオカミ                               |
| 773    | 8          | 2月26日  | 東京生きもの調査隊 こんなところに!? 激レア発見SP                                    | アカショウビン、ニホンミツバチ、ムササビ     |
| 774    | 9          | 3月5日   | 湾岸を大捜索！ 大阪生きもの調査隊                                                   |                                              |
| 775    | 10         | 3月12日  | 鉄腕DASHとコラボで調査！ 海の大異変                                                 |                                              |
| 776    | 11         | 3月19日  | 来ちゃったスペシャル“サンダル泥棒の謎を大捜査”                                      |                                              |
| 777    | 12         | 3月26日  | ダーウィンが来た！×NHKスペシャル「恐竜超世界2」コラボ 「隕石衝突！ どうする恐竜？」 | 恐竜                                         |
| 778    | 13         | 4月2日   | 伝説の闘い！ ダイオウイカ対マッコウクジラ                                           | ダイオウイカ、マッコウクジラ                 |
| 779    | 14         | 4月9日   | 出たぞ世界深記録！ ニッポン超深海                                                   |                                              |
| 780    | 15         | 4月16日  | ようこそ！ 牧野富太郎の植物らんまんワールド                                         |                                              |
| 781    | 16         | 4月23日  | ライオン王者への道（1） 密着開始！ 3頭の若オス                                      | ライオン                                     |
| 782    | 17         | 4月30日  | いちばん身近な生きもの！ 野菜大研究                                                 |                                              |
| 783    | 18         | 5月7日   | ダーウィンが来ちゃった！ 研究お助けスペシャル                                       | ビワ、セミ                                   |
| 784    | 19         | 5月14日  | 400年ぶりに復活！ 森の建築家ビーバー                                                | ビーバー                                     |
| 785    | 20         | 5月28日  | 巨鳥を守れ！ オジロワシレスキュー                                                   | オジロワシ                                   |
| 786    | 21         | 6月4日   | 特技は農業！ 清流の女王アユ                                                         | アユ                                         |
| 787    | SP         | 6月11日  | 相葉くんと生放送！ 出るか？ 激レア・ウサギ                                          | アマミノクロウサギ                           |
| 788    | 22         | 6月18日  | ライオン王者への道2 狩り！ バトル！ 恋！ 若オス青春群像劇                           | ライオン、サイ                               |
| 789    | 23         | 6月25日  | またまた大スクープ！ ニホンザル 魚狩り 新事実                                       | サル                                         |
| 790    | 24         | 7月2日   | 撮ったぞ！ 激レア 世界最大のチョウ                                                  | アレクサンドラトリバネアゲハ                 |
| 791    | 25         | 7月9日   | 恐竜研究ホットスポット日本！                                                        | 恐竜                                         |
| 792    | 26         | 7月16日  | どれが最強？ クワガタ列島大調査                                                     | クワガタムシ                                 |
| 793    | 27         | 7月23日  | お宝映像大公開！ 深海生きものワールド                                               | ダイオウイカ、ミツクリザメ、クラゲ           |
| 794    | 28         | 7月30日  | オリーブ畑の華麗な珍鳥 ヤツガシラ                                                   | ヤツガシラ                                   |
| 795    | 29         | 8月6日   | のんびりマナティー 海で大あばれ！                                                   | マナティー                                   |
| 796    | 30         | 8月13日  | なんだこりゃ!!カブトムシ謎の大集結                                                  | カブトムシ                                   |
| 797    | 31         | 8月20日  | 独占密着！ 神の巨鳥 シマフクロウ                                                    | シマフクロウ                                 |
| 798    | 32         | 8月27日  | 走れ！ 走れ！ 生きものたちの感動ラン                                                |                                              |
| 799    | 33         | 9月3日   | 最新報告！ 謎だらけ巨大魚ジンベエザメ                                               | ジンベエザメ                                 |
| 800    | 34         | 9月17日  | 仲間こそ命！ ライオン王者への道（3）                                                | ライオン                                     |
| 801    | 35         | 9月24日  | “はやにえ”が恋に効く！ モズ最新研究                                                 | モズ                                         |
| 802    | 36         | 10月1日  | 命のドラマに密着！ 動物赤ちゃん大特集                                               |                                              |
| 803    | 37         | 10月8日  | 崖で生きる！ 天空の王者ユキヒョウ                                                   | ユキヒョウ                                   |
| 804    | 38         | 10月15日 | 復活から15年！ 見えてきたトキの素顔                                                 | トキ                                         |
| 805    | 39         | 10月22日 | シリーズ東京大自然「狩る！ 戦う！ 多摩川の名ハンター大追跡」                        | ミサゴ、オオタカ、イタチ                     |
| 806    | 40         | 10月29日 | 巨大生物てんこもり！ 世界自然遺産 知床                                              | シャチ、ナガスクジラ、ヒグマ                 |
| 807    | 41         | 11月5日  | 極寒のカナダ 凍らない謎の水場に動物大集合                                           | オオカミ、ヒグマ、カワウソ、ハクトウワシ     |
| 808    | 42         | 11月12日 | 生きものの不思議を解き明かせ！ 子ども研究者スペシャル                               | セミ、サワガニ                               |
| 809    | 43         | 11月19日 | その手があったか!生きもの子育てスペシャル                                           | アザラシ、サル                               |
| 810    | 44         | 11月26日 | どっこい生きてる街の中!ど根性植物                                                   | カラスノエンドウ、スミレ、ドクダミ、イタドリ |
| 811    | 45         | 12月3日  | ファーブルが来た!昆虫新伝説                                                         | フンコロガシ、シジミチョウ                   |
| 812    | 46         | 12月7日  | ハチドリ怪事件 消えた卵とタカの正体                                                 | ハチドリ                                     |
| 813    | 47         | 12月10日 | 生きものたちの“恋のお作法”スペシャル                                                | ダチョウ、ニワシドリ、パンダ                 |

| 放送回 | 年内放送回 | 放送日  | サブタイトル                                                 | 登場動植物                                                                   |
| ------ | ---------- | ------- | ------------------------------------------------------------ | ---------------------------------------------------------------------------- |
| 814    | 1          | 1月14日 | お正月特集 龍のナゾを大研究！                                | タツノオトシゴ、コモドドラゴン、ドラゴンフライ                               |
| 815    | 2          | 1月21日 | 東京生きもの調査隊 子どもスクープスペシャル                  | ムササビ、ヤゴ                                                               |
| 816    | 3          | 1月28日 | 天敵が用心棒!? 太古の森のリスとテン                          | キタリス、マツテン                                                           |
| 817    | 4          | 2月4日  | 摩天楼の夜に舞う！ ニューヨークのハヤブサ                    | ハヤブサ                                                                     |
| 818    | 5          | 2月11日 | クチバシで大繁栄！ タイの珍コウノトリ                        | スキハシコウ                                                                 |
| 819    | 6          | 2月18日 | つながりあって生きている！ 写真家・山口進さんのメッセージ    |                                                                              |
| 820    | 7          | 2月25日 | 最新科学で解明！ 昆虫たちの“超”能力                          |                                                                              |
| 821    | 8          | 3月3日  | 歌え！ 踊れ！ 生きものたちの“ブギウギ”                       |                                                                              |
| 822    | 9          | 3月10日 | 家（うち）のカワイイお隣さん！ ヤモリの秘密                  | ヤモリ                                                                       |
| 823    | 10         | 3月17日 | もう8回目！ 東京生きもの調査隊                               | カラスバト、ハゼ、ニホンミツバチ                                             |
| 824    | 11         | 3月24日 | ライオン 王者への道（1） 密着開始！ 3頭の若オス              | ライオン                                                                     |
| 823    | 10         | 3月17日 | もう8回目！ 東京生きもの調査隊                               | カラスバト、ハゼ、ニホンミツバチ                                             |
| 824    | 11         | 3月24日 | 子ども研究者スペシャル 謎の乗っ取りバチを追え！              | スズメバチ                                                                   |
| 825    | 12         | 3月31日 | リクエスト第1位 「見たい！ 知りたい！ “雪の妖精”シマエナガ」 | シマエナガ                                                                   |
| 826    | 13         | 4月7日  | もう6回目 ダーウィンが来ちゃった！ スペシャル                | スズメバチ                                                                   |
| 827    | 14         | 4月14日 | 多摩川のアイドル イタチ子育て大追跡！                        | イタチ                                                                       |
| 828    | 15         | 4月21日 | 謎の恐竜王国ゴンドワナ                                       |                                                                              |
| 829    | 16         | 4月14日 | 街にも進出!? ウグイス美声の真実                              | ウグイス                                                                     |
| 829    | 17         | 4月21日 | 謎の恐竜王国ゴンドワナ                                       |                                                                              |
| 830    | 18         | 4月28日 | 街にも進出!? ウグイス美声の真実                              | ウグイス                                                                     |
| 831    | 19         | 5月5日  | 貝殻しょって陸に進出！ オカヤドカリ                          | オカヤドカリ                                                                 |
| 832    | 20         | 5月12日 | ドキュメント720時間 動物たちの巨大マンション                 | ヘビ、キリン、チーター                                                       |
| 833    | 21         | 5月19日 | 高山に異変！ カモシカ大調査                                  | ニホンジカ、ニホンカモシカ                                                   |
| 834    | 22         | 5月26日 | 密着！ 進撃の暴れ鳥                                          | カササギフエガラス                                                           |
| 835    | 23         | 6月2日  | 水面の魔術師！ アメンボ大冒険                                | アメンボ                                                                     |
| 836    | 24         | 6月9日  | 頼るは幼なじみ！ ニホンザル再起の道                          | ニホンザル                                                                   |
| 837    | 25         | 6月16日 | 子育てはぜ〜んぶオス！ 大草原の巨鳥レア                      | レア                                                                         |
| 838    | 26         | 6月23日 | 宿命の戦い！ 砂漠キリン対砂漠ライオン                        | キリン、ライオン                                                             |
| 839    | 27         | 6月30日 | 幻の砂漠ライオン！ 孤高のメス 運命の再会                     | ライオン                                                                     |
| 840    | 28         | 7月7日  | 清流の歌姫!? カジカガエル                                    | カジカガエル                                                                 |
| 841    | 29         | 7月14日 | なんだこりゃ!! 東京の海 イワシ大集結                         | イワシ                                                                       |
| 842    | 30         | 7月21日 | 超絶プレー！ 動物アスリート大集合                            | チーター、イワシクジラ、マーモット、コモドドラゴン、フラミンゴ、テッポウウオ |

## 雑誌
ダーウィンが来た!DVDブック
朝日新聞出版発行。2010年6月25日より2012年7月まで月2回・合計50冊発刊（原則毎月10日・25日）。毎号、視聴者の反響が大きかったエピソードから2話ずつを厳選収録し、本とDVDでわかりやすく解説した分冊百科である（書店のほか、朝日新聞専売所「ASA」でも販売）。

## 映画版

### 劇場版ダーウィンが来た!アフリカ新伝説
2019年1月18日公開。配給：ユナイテッド・シネマ、製作：NHKエンタープライズ、映像提供：NHK
（ストーリー） これまでにテレビで放送された約500本もの記録映像の中から、アフリカ大陸で取材したものをピックアップし、そこに生きるライオンとゴリラを中心にした記録映画。
出演：葵わかな（ナレーター・本人役）
テレビ放送
| 回数 | テレビ局 | 番組名（放送枠名） | 放送日               | 放送時間      | 放送分数 | 視聴率   | 備考         |
| ---- | -------- | ------------------ | -------------------- | ------------- | -------- | -------- | ------------ |
| 1    | NHK総合  | （なし）           | 2019年12月30日（月） | 19:30 - 20:42 | 72分     | 7.9%     | テレビ初放送 |
| 2    | NHK総合  | （なし）           | 2020年2月29日（土）  | 16:45 - 17:58 | 73分     | 6.2%[10] |              |
- 視聴率はビデオリサーチ調べ、関東地区・世帯・リアルタイム。

### 恐竜超伝説 劇場版ダーウィンが来た!
2020年2月21日公開。製作・宣伝・配給：ユナイテッド・シネマ、制作：NHKエンタープライズ、映像提供：NHK
（ストーリー） これまでNHKのVFXチームと日本のトップクリエイターが共同で創り上げてきた超リアルな恐竜のCG映像を厳選し、最新研究から明らかになった恐竜世界を紹介する。
出演：田辺誠一（ナレーター）、大塚寧々（ナレーター）

### 驚き！ 海の生きもの超伝説 劇場版ダーウィンが来た！
2021年6月11日公開。製作・宣伝・配給：ユナイテッド・シネマ、制作：NHKエンタープライズ、映像提供：NHK
（ストーリー） 番組取材班が撮影してきた200本の映像素材から厳選した約60種の海の生きものたちを紹介する。
出演：水瀬いのり（ナレーター）、さかなクン（ナレーター）

### 日本列島生きもの超伝説 劇場版ダーウィンが来た！
2023年2月3日公開。製作・宣伝・配給：ユナイテッド・シネマ、制作：NHKエンタープライズ、映像提供：NHK
（ストーリー） 世界各地の自然を撮影してきた番組取材班による撮影映像で日本列島を舞台に日本の生きものたちの様々な姿の紹介し、クイズも出題される。
出演：水瀬いのり（ナレーター）、須貝駿貴（出演）、こうちゃん（出演）、龍田直樹（声の出演）

### 恐竜超伝説2 劇場版ダーウィンが来た！
2024年3月8日公開。配給：ユナイテッド・シネマ。
出演：龍田直樹（声の出演）

## NHK自然番組
- NHK総合テレビ
  - 自然のアルバム
  - ウォッチング
  - 地球ファミリー
  - 生きもの地球紀行
  - 地球!ふしぎ大自然
  - さわやか自然百景
- NHK Eテレ
  - しぜんとあそぼ
  - 地球ドラマチック